# Australië op de Olympische Zomerspelen 2000
Australië nam deel aan de Olympische Zomerspelen 2000 in Sydney, Australië. 

## Medailleoverzicht
| Medaille | Olympiër | Sport          | Onderdeel                        |
| -------- | --- | -------------- | -------------------------------- |
| Goud     | Cathy Freeman | Atletiek       | 400 meter vrouwen                |
| Goud     | Simon Fairweather | Boogschieten   | mannen individueel               |
| Goud     | Katie Allen Alyson Annan Renita Farrell Juliet Haslam Rechelle Hawkes Nikki Hudson Rachel Imison Clover Maitland Claire Mitchell-Taverner Jenny Morris Alison Peek Katrina Powell Lisa Powell Angie Skirving Kate Starre Julie Towers | Hockey         | vrouwen                          |
| Goud     | Phillip Dutton Andrew Hoy Matthew Ryan Stuart Tinney | Paardensport   | eventing team                    |
| Goud     | Michael Diamond | Schietsport    | trap mannen                      |
| Goud     | Lauren Burns | Taekwondo      | -49kg vrouwen                    |
| Goud     | Natalie Cook Kerri Pottharst | Volleybal      | beach vrouwen                    |
| Goud     | Naomi Castle Joanne Fox Bridgette Gusterson Simone Hankin Yvette Higgins Kate Hooper Bronwyn Mayer Gail Miller Melissa Mills Debbie Watson Liz Weekes Danielle Woodhouse Taryn Woods                                                  | Volleybal      | vrouwen                          |
| Goud     | Brett Aitken Scott McGrory | Wielersport    | ploegkoers mannen                |
| Goud     | Tom King Mark Turnbull | Zeilen         | 470 mannen                       |
| Goud     | Jenny Armstrong Belinda Stowell | Zeilen         | 470 vrouwen                      |
| Goud     | Ian Thorpe | Zwemmen        | 400 meter vrije slag mannen      |
| Goud     | Grant Hackett | Zwemmen        | 1500 meter vrije slag mannen     |
| Goud     | Ashley Callus Chris Fydler Michael Klim Todd Pearson Adam Pine Ian Thorpe | Zwemmen        | 4x100 meter vrije slag mannen    |
| Goud     | Grant Hackett Bill Kirby Michael Klim Daniel Kowalski Todd Pearson Ian Thorpe | Zwemmen        | 4x200 meter vrije slag mannen    |
| Goud     | Susie O'Neill | Zwemmen        | 200 meter vrije slag vrouwen     |
| Zilver   | Jai Taurima | Atletiek       | verspringen mannen               |
| Zilver   | Tatiana Grigorieva | Atletiek       | polsstokhoogspringen vrouwen     |
| Zilver   | Carla Boyd Michelle Brogan Sandy Brondello Trisha Fallon Kristi Harrower Jo Hill Lauren Jackson Annie La Fleur Shelley Sandie Rachael Sporn Michele Timms Jenny Whittle                                                               | Basketbal      | vrouwen                          |
| Zilver   | Ji Wallace | Gymanstiek     | trampoline mannen                |
| Zilver   | Daniel Collins Andrew Trim | Kanovaren      | K-2 500 meter mannen             |
| Zilver   | Andrew Hoy | Paardensport   | eventing individueel             |
| Zilver   | Darren Balmforth Simon Burgess Anthony Edwards Robert Richards | Roeien         | lichte vier-zonder mannen        |
| Zilver   | Daniel Burke Jaime Fernandez Alastair Gordon Brett Hayman Robert Jahrling Mike McKay Nick Porzig Christian Ryan Stuart Welch | Roeien         | acht mannen                      |
| Zilver   | Kate Slatter Rachael Taylor | Roeien         | twee-zonder vrouwen              |
| Zilver   | Russell Mark | Schietsport    | dubbeltrap mannen                |
| Zilver   | Daniel Trenton | Taekwondo      | +80kg mannen                     |
| Zilver   | Todd Woodbridge Mark Woodforde | Tennis         | mannendubbelspel                 |
| Zilver   | Michellie Jones | Triatlon       | vrouwen                          |
| Zilver   | Gary Neiwand | Wielersport    | keirin mannen                    |
| Zilver   | Michelle Ferris | Wielersport    | tijdrit vrouwen                  |
| Zilver   | Darren Bundock John Forbes | Zeilen         | tornado                          |
| Zilver   | Ian Thorpe | Zwemmen        | 200 meter vrije slag mannen      |
| Zilver   | Kieren Perkins | Zwemmen        | 1500 meter vrije slag mannen     |
| Zilver   | Matt Welsh | Zwemmen        | 100 meter rugslag mannen         |
| Zilver   | Michael Klim | Zwemmen        | 100 meter vlinderslag mannen     |
| Zilver   | Regan Harrison Geoff Huegill Michael Klim Adam Pine Ryan Mitchell Ian Thorpe Josh Watson Matt Welsh | Zwemmen        | 4x100 meter wisselslag           |
| Zilver   | Leisel Jones | Zwemmen        | 100 meter schoolslag vrouwen     |
| Zilver   | Susie O'Neill | Zwemmen        | 200 meter vlinderslag vrouwen    |
| Zilver   | Elka Graham Susie O'Neill Giaan Rooney Petria Thomas Kirsten Thomson Jacinta van Lint | Zwemmen        | 4x200 meter vrije slag vrouwen   |
| Zilver   | Dyana Calub Leisel Jones Susie O'Neill Giaan Rooney Sarah Ryan Petria Thomas Tarnee White | Zwemmen        | 4x100 meter wissellag vrouwen    |
| Brons    | Michael Brennan Adam Commens Stephen John Davies Damon Diletti Lachlan Dreher Jason Duff Troy Elder James Elmer Paul Gaudoin Stephen Holt Brent Livermore Daniel Sproule Jay Stacy Craig Victory Matthew Wells Michael York           | Hockey         | mannen                           |
| Brons    | Maria Pekli | Judo           | -57kg vrouwen                    |
| Brons    | Katrin Borchert | Kanovaren      | K-1 500 meter vrouwen            |
| Brons    | Matthew Long James Tomkins | Roeien         | twee-zonder mannen               |
| Brons    | Ben Dodwell Bo Hanson Geoffrey Stewart James Stewart | Roeien         | vier-zonder mannen               |
| Brons    | Annemarie Forder | Schietsport    | 10 meter luchtpistool vrouwen    |
| Brons    | Robert Newbery Dean Pullar | Schoonspringen | 3 meter plank synchroon zwemmen  |
| Brons    | Rebecca Gilmore Loudy Tourky | Schoonspringen | 10 meter toren synchroon vrouwen |
| Brons    | Sandra Allen Joanne Brown Fiona Crawford Kerry Dienelt Peta Edebone Sue Fairhurst Selina Follas Kelly Hardie Tanya Harding Sally McDermid Simmone Morrow Melanie Roche Natalie Titcume Natalie Ward Brooke Wilkins                    | Softbal        | vrouwen                          |
| Brons    | Shane Kelly | Wielersport    | tijdrit mannen                   |
| Brons    | Bradley McGee | Wielersport    | individuele achtervolging mannen |
| Brons    | Sean Eadie Darryn Hill Gary Neiwand | Wielersport    | teamsprint mannen                |
| Brons    | Michael Blackburn | Zeilen         | laser                            |
| Brons    | Matt Welsh | Zwemmen        | 200 meter rugslag mannen         |
| Brons    | Geoff Huegill | Zwemmen        | 100 meter vlinderslag mannen     |
| Brons    | Justin Norris | Zwemmen        | 200 meter vlinderslag mannen     |
| Brons    | Petria Thomas | Zwemmen        | 200 meter vlinderslag vrouwen    |

## Deelnemers en resultaten
(m) = mannen, (v) = vrouwen

### Atletiek
| Olympiër                                                         | Discipline               | Resultaat | Prestatie |
| ---------------------------------------------------------------- | ------------------------ | --------- | --- |
| Paul di Bella                                                    | 100m (m)                 | 51e       | serie 7: 5e in 10,52 |
| Patrick Johnson                                                  | 100m (m)                 | 32e       | serie 1: 2e in 10,31 kwartfinale 5: 5e in 10,44 |
| Matt Shirvington                                                 | 100m (m)                 | 10e       | serie 9: 2e in 10,35 kwartfinale 3: 2e in 10,13 halve finale 2: 5e in 10,26 |
| Patrick Johnson                                                  | 200m (m)                 | 28e       | serie 8: 5e in 20,88 kwartfinale 3: 7e in 20,87 |
| Matt Shirvington                                                 | 200m (m)                 | DNF       | serie 7: 4e in 20,91 kwartfinale 4: niet gestart |
| Darryl Wohlsen                                                   | 200m (m)                 | 36e       | serie 2: 5e in 20,98 |
| Daniel Batman                                                    | 400m (m)                 | DNF       | serie 9: niet gefinisht |
| Patrick Dwyer                                                    | 400m (m)                 | 13e       | serie 2: 2e in 45,82 kwartfinale 3: 4e in 45,38 halve finale 1: 7e in 45,70 |
| Casey Vincent                                                    | 400m (m)                 | 11e       | serie 1: 3e in 45,49 kwartfinale 1: 4e in 45,45 halve finale 2: 6e in 45,61 |
| Grant Cremer                                                     | 800m (m)                 | 25e       | serie 6: 3e in 1.45,86 halve finale 2: 8e in 1.52,57 |
| Kris McCarthy                                                    | 800m (m)                 | 46e       | serie 8: 4e in 1.48,92 |
| Nick Howarth                                                     | 1500m (m)                | 35e       | serie 1: 11e in 3.45,46 |
| Mizan Mehari                                                     | 5000m (m)                | 12e       | serie 1: 8e in 13.24,56 finale: 12e in 13.42,03 |
| Craig Mottram                                                    | 5000m (m)                | 17e       | serie 2: 8e in 13.31,06 |
| Michael Power                                                    | 5000m (m)                | 28e       | serie 1: 13e in 13.51,00 |
| Sisay Bezabeh                                                    | 10000m (m)               | 25e       | serie 1: 11e in 28.21,63 |
| Shaun Creighton                                                  | 10000m (m)               | 29e       | serie 1: 14e in 28.52,71 |
| Kyle Vander-Kuyp                                                 | 110m horden (m)          | 16e       | serie 1: 3e in 13,67 kwartfinale 2: 4e in 13,62 halve finale 1: 8e in 13,63 |
| Matthew Beckenham                                                | 400m horden (m)          | 42e       | serie 6: 7e in 51,27 |
| Rohan Robinson                                                   | 400m horden (m)          | 34e       | serie 1: 4e in 50,80 |
| Blair Young                                                      | 400m horden (m)          | 11e       | serie 2: 4e in 49,75 halve finale 2: 4e in 49,20 |
| Chris Unthank                                                    | 3000m steeplechase (m)   | 36e       | serie 1: 12e in 9.11,19 |
| Paul Di Bella Patrick Johnson Matt Shirvington Darryl Wohlsen    | 4x100m (m)               | DSQ       | serie 4: 2e in 38,76 halve finale 2: gediskwalificeerd |
| Patrick Dwyer Michael Hazel Casey Vincent Blair Young            | 4x400m (m)               | 7e        | serie 3: 3e in 3.04,13 (SB) halve finale 2: 3e in 3.01,91 (SB) finale: 7e in 3.03,91 |
| Roderic De Highden                                               | marathon (m)             | 28e       | 2:18.04 |
| Steve Moneghetti                                                 | marathon (m)             | 10e       | 2:14.50 |
| Lee Troop                                                        | marathon (m)             | 66e       | 2:29.32 |
| Nicholas A'Hern                                                  | 20km snelwandelen (m)    | 10e       | 1:21.34 |
| Nathan Deakes                                                    | 20km snelwandelen (m)    | 8e        | 1:21.03 (SB) |
| Dion Russell                                                     | 20km snelwandelen (m)    | 25e       | 1:25.26 |
| Duane Cousins                                                    | 50km snelwandelen (m)    | 34e       | 4:10.43 |
| Nathan Deakes                                                    | 50km snelwandelen (m)    | 6e        | 3:47.29 (PB) |
| Dion Russell                                                     | 50km snelwandelen (m)    | 27e       | 4:02.50 |
| Peter Burge                                                      | verspringen (m)          | 34e       | kwalificatie groep B: 3e met 8,06m finale: 6e met 8,15m |
| Jai Taurima                                                      | verspringen (m)          | Zilver    | kwalificatie groep A: 2e met 8,09m finale: 2e met 8,49m |
| Andrew Murphy                                                    | hink-stap-springen (m)   | 34e       | kwalificatie groep B: 1e met 17,12m (SB) finale: 10e met 16,80m |
| Tim Forsyth                                                      | hoogspringen (m)         | 14e       | kwalificatie groep B: 5e met 2,24m |
| Paul Burgess                                                     | polsstokhoogspringen (m) | 16e       | kwalificatie groep B: 8e met 5,55m |
| Viktor Chistiakov                                                | polsstokhoogspringen (m) | 5e        | kwalificatie groep A: 1e met 5,70m finale: 5e met 5,80m (SB) |
| Dmitriy Markov                                                   | polsstokhoogspringen (m) | 5e        | kwalificatie groep A: 1e met 5,70m finale: 5e met 5,80m |
| Paul Burgess                                                     | kogelstoten (m)          | 29e       | kwalificatie groep B: 14e met 18,59m |
| Andrew Currey                                                    | speerwerpen (m)          | 22e       | kwalificatie groep B: 8e met 78,12m |
| Adrian Hatcher                                                   | speerwerpen (m)          | 21e       | kwalificatie groep A: 14e met 79,23m |
| Andrew Martin                                                    | speerwerpen (m)          | 16e       | kwalificatie groep A: 9e met 81,31m |
| Laurence Abela                                                   | kogelslingeren (m)       | Goud      | kwalificatie groep A: 3e met 77,81m finale: 1e met 80,02m |
| Stuart Rendell                                                   | kogelslingeren (m)       | 28e       | kwalificatie groep A: 13e met 72,78m |
| Scott Ferrier                                                    | tienkamp (m)             | DNF       | 100m: 25e in 11,11 (836 punten) verspringen: 10e met 7,19m (859 punten) kogelstoten: 30e met 13,50m (698 punten) hoogspringen: 19e met 1,97m (776 punten) |
|                                                                  |                          |           | |
| Melinda Gainsford-Taylor                                         | 100m (v)                 | 15e       | serie 9: 3e in 11,34 kwartfinale: 2e in 11,24 (SB) halve finale 1: 8e in 11,45 |
| Lauren Hewitt                                                    | 100m (v)                 | 25e       | serie 4: 4e in 11,42 kwartfinale 3: 6e in 11,54 |
| Cathy Freeman                                                    | 200m (v)                 | 6e        | serie 2: 3e in 23,11 kwartfinale 1: 3e in 22,75 halve finale 2: 4e in 22,71 finale: 6e in 22,53 (SB) |
| Melinda Gainsford-Taylor                                         | 200m (v)                 | 5e        | serie 4: 1e in 22,71 kwartfinale 2: 1e in 22,49 halve finale 2: 3e in 22,62 finale: 5e in 22,42 (SB) |
| Lauren Hewitt                                                    | 200m (v)                 | 15e       | serie 3: 1e in 23,07 kwartfinale 4: 3e in 23,12 halve finale 1: 7e in 23,44 |
| Cathy Freeman                                                    | 400m (v)                 | Goud      | serie 4: 1e in 51,63 kwartfinale 4: 1e in 50,31 halve finale 2: 1e in 50,01 finale: 1e in 49,11 (SB) |
| Lee Naylor                                                       | 400m (v)                 | 32e       | serie 2: 5e in 53,10 kwartfinale 3: 8e in 53,83 |
| Nova Peris-Kneebone                                              | 400m (v)                 | 16e       | serie 5: 3e in 52,51 kwartfinale 1: 3e in 51,28 halve finale 1: 8e in 52,49 |
| Susan Andrews                                                    | 800m (v)                 | 24e       | serie 4: 5e in 2.03,31 |
| Tamsyn Lewis                                                     | 800m (v)                 | 9e        | serie 1: 2e in 2.00,23 halve finale 1: 4e in 1.59,33 |
| Georgie Clarke                                                   | 1500m (v)                | 20e       | serie 2: 8e in 4.11,74 halve finale 2: 10e in 4.10,99 |
| Margaret Crowley                                                 | 1500m (v)                | 15e       | serie 1: 7e in 4.08,85 halve finale 1: 8e in 4.09,16 |
| Sarah Jamieson                                                   | 1500m (v)                | 30e       | serie 3: 11e in 4.12,90 |
| Kate Anderson-Richardson                                         | 5000m (v)                | 28e       | serie 3: 9e in 15.45,34 |
| Anne Cross                                                       | 5000m (v)                | 38e       | serie 2: 14e in 16.07,18 |
| Benita Willis                                                    | 5000m (v)                | 17e       | serie 1: 6e in 15.21,37 (PB) |
| Clair Fearnley                                                   | 10000m (v)               | 29e       | serie 1: 15e in 33.47,23 |
| Natalie Harvey                                                   | 10000m (v)               | 33e       | serie 1: 17e in 34.12,90 |
| Kylie Risk                                                       | 10000m (v)               | 34e       | serie 2: 17e in 34.30,19 |
| Deborah Edwards                                                  | 100m horden (v)          | 28e       | serie 1: 5e in 13,24 |
| Jana Pittman                                                     | 400m horden (v)          | 17e       | serie 3: 3e in 56,76 |
| Lauren Poetschka                                                 | 400m horden (v)          | 26e       | serie 4: 6e in 58,06 |
| Stephanie Price                                                  | 400m horden (v)          | 28e       | serie 5: 6e in 58,81 |
| Sharon Cripps Melinda Gainsford-Taylor Lauren Hewitt Elly Hutton | 4x100m (v)               | DNF       | serie 1: niet gefinisht |
| Susan Andrews Tamsyn Lewis Nova Peris-Kneebone Jana Pittman      | 4x400m (v)               | DNF       | serie 3: 2e in 3.24,05 (AR) finale: 5e in 3.23,81 (AR) |
| Nicole Carroll                                                   | marathon (v)             | DNF       | niet gefinisht |
| Susan Hobson                                                     | marathon (v)             | 35e       | 2:38.44 |
| Kerryn McCann                                                    | marathon (v)             | 11e       | 2:28.37 |
| Jane Saville                                                     | 20km snelwandelen (v)    | DSQ       | gediskwalificeerd |
| Kerry Saxby-Junna                                                | 20km snelwandelen (v)    | 7e        | 1:32.02 |
| Lisa Sheridan-Paolini                                            | 20km snelwandelen (v)    | 39e       | 1:40.57 |
| Bronwyn Thompson                                                 | verspringen (v)          | 15e       | kwalificatie groep B: 8e met 6,55m |
| Alison Inverarity                                                | hoogspringen (v)         | 32e       | kwalificatie groep A: 15e met 1,80m |
| Emma George                                                      | polsstokhoogspringen (v) | 15e       | kwalificatie groep B: 8e met 4,25m |
| Tatiana Grigorieva                                               | polsstokhoogspringen (v) | Zilver    | kwalificatie groep A: 1e met 4,30m finale: 2e met 4,55m (PB) |
| Daniela Costian                                                  | discuswerpen (v)         | 31e       | kwalificatie groep A: 15e met 51,96m |
| Alison Lever                                                     | discuswerpen (v)         | 16e       | kwalificatie groep B: 9e met 59,58m |
| Lisa-Marie Vizaniari                                             | discuswerpen (v)         | 8e        | kwalificatie groep B: 4e met 62,47m finale: 8e met 62,57m |
| Louise Currey                                                    | speerwerpen (v)          | 31e       | kwalificatie groep A: 16e met 53,32m |
| Joanna Stone                                                     | speerwerpen (v)          | 17e       | kwalificatie groep B: 9e met 58,34m |
| Karyne Perkins                                                   | kogelslingeren (v)       | 21e       | kwalificatie groep A: 11e met 59,49m |
| Deborah Sosimenko                                                | kogelslingeren (v)       | 5e        | kwalificatie groep B: 3e met 64,01m finale: 5e met 67,95m (AR) |
| Jane Jamieson                                                    | zevenkamp (v)            | 10e       | 100m horden: 21e in 14,09 (966 punten) hoogspringen: 5e met 1,81m (991 punten) kogelstoten: 10e met 13,59m (767 punten) 200m: 22e in 25,27 (862 punten) verspringen: 9e met 6,09m (877 punten) speerwerpen: 10e met 45,32m 800m: 12e in 2.16,57 (871 punten) totaal: 6104 punten |

### Badminton
| Olympiër                      | Discipline     | Resultaat | Prestatie                                                                        |
| ----------------------------- | -------------- | --------- | -------------------------------------------------------------------------------- |
| Rio Suryana                   | enkelspel (m)  | 17e       | 1e ronde: vrij 2e ronde: V van BUL Stoyanov: 8-15, 15-2, 3-15                    |
| David Bamford Peter Blackburn | dubbelspel (m) | 17e       | 1e ronde: V van POL Łogosz/Mateusiak: 5-15, 17-16, 6-15                          |
|                               |                |           |                                                                                  |
| Rhonda Cator                  | enkelspel (v)  | 17e       | 1e ronde: vrij 2e ronde: V van GER Grether: 3-11, 3-11                           |
| Rayoni Head                   | enkelspel (v)  | 17e       | 1e ronde: W van CAN Hermitage: 11-7, 11-2 2e ronde: V van TPE Ya-Lin: 1-11, 1-11 |
| Kellie Lucas                  | enkelspel (v)  | 33e       | 1e ronde: V van BUL Boteva: 5-11, 6-11                                           |
| Rhonda Cator Amanda Hardy     | dubbelspel (v) | 17e       | 1e ronde: V van CAN Cloutier/Hermitage: 13-15, 6-15                              |
| Rayoni Head Kellie Lucas      | dubbelspel (v) | 17e       | 1e ronde: V van THA Eakmongkolpaisarn/Thungthongkam: 7-15, 4-15                  |
|                               |                |           |                                                                                  |
| David Bamford Amanda Hardy    | dubbelspel (g) | 17e       | 1e ronde: V van NED Bruil/van Dijck: 10-15, 3-15                                 |
| Peter Blackburn Rhonda Cator  | dubbelspel (g) | 17e       | 1e ronde: V van THA Sudhisodhi/Thungthongkam: 4-15, 12-15                        |
| Rio Suryana Kellie Lucas      | dubbelspel (g) | 17e       | 1e ronde: V van CHN Qiqiu/Lin: 0-15, 3-15                                        |

### Honkbal
| Olympiër | Discipline | Resultaat | Prestatie |
| --- | ---------- | --------- | --- |
| Craig Anderson Grant Balfour Tom Becker Shayne Bennett Mathew Buckley Adam Burton Clayton Byrne Mark Ettles Paul Gonzalez Mark Hutton Ronny Johnson Grant McDonald Adrian Meagher Michael Moyle Michael Nakamura David Nilsson Glenn Reeves Brett Roneberg Chris Snelling Brad Thomas Rodney van Buizen David White Gary White Glenn Williams | mannen     | 7e        | groepsfase: 7e V van Nederland: 4-6 W van Zuid-Korea: 5-3 V van Japan: 3-7 W van Zuid-Afrika: 10-4 V van Cuba: 0-1 V van Italië: 7-8 V van Verenigde Staten: 1-12 |

| Groep B |                  |             |             |             |
| #       | Land             | Wedstrijden | Wedstrijden | Wedstrijden |
| #       | Land             | G           | W           | V           |
| 1       | Cuba             | 7           | 6           | 1           |
| 2       | Verenigde Staten | 7           | 6           | 1           |
| 3       | Zuid-Korea       | 7           | 4           | 3           |
| 4       | Japan            | 7           | 4           | 3           |
| 5       | Nederland        | 7           | 3           | 4           |
| 6       | Italië           | 7           | 2           | 5           |
| 7       | Australië        | 7           | 2           | 5           |
| 8       | Zuid-Afrika      | 7           | 1           | 6           |

| Ronde        | Datum  | Plaats      | Land | Score            | Land |
| ------------ | ------ | ----------- | ---- | ---------------- | ---- |
| Groepsfase   |        |             |      |                  |      |
| 17 september | Sydney | Australië   | 4-6  | Nederland        |      |
| 18 september | Sydney | Zuid-Korea  | 3-5  | Australië        |      |
| 19 september | Sydney | Australië   | 3-7  | Japan            |      |
| 20 september | Sydney | Zuid-Afrika | 4-10 | Australië        |      |
| 22 september | Sydney | Cuba        | 1-0  | Australië        |      |
| 23 september | Sydney | Australië   | 7-8  | Italië           |      |
| 24 september | Sydney | Australië   | 1-12 | Verenigde Staten |      |

### Basketbal

#### Mannen
| Olympiër | Discipline | Resultaat | Prestatie |
| --- | ---------- | --------- | --- |
| Chris Ansteyr Mark Bradtke Martin Cattalini Andrew Gaze Ricky Grace Shane Heal Luc Longley Sam MacKinnon Brett Maher Paul Rogers Jason Smith Andrew Vlahov | mannen     | 4e        | groepsfase: 3e V van Canada: 90-101 V van Joegoslavië: 66-80 W van Rusland: 75-71 W van Angola: 86-71 W van Spanje: 91-80 kwartfinale: W van Italië: 65-62 halve finale: V van Frankrijk: 52-76 bronzen finale: V van Litouwen: 71-89 |

| Groep B |             |             |             |             |            |            |            |        |
| #       | Land        | Wedstrijden | Wedstrijden | Wedstrijden | Doelpunten | Doelpunten | Doelpunten | Punten |
| #       | Land        | G           | W           | V           | V          | T          | Saldo      | Punten |
| 1       | Canada      | 5           | 4           | 1           | 433        | 373        | +60        | 9      |
| 2       | Joegoslavië | 5           | 4           | 1           | 372        | 338        | +34        | 9      |
| 3       | Australië   | 5           | 3           | 2           | 408        | 407        | +1         | 8      |
| 4       | Rusland     | 5           | 3           | 2           | 367        | 328        | +39        | 8      |
| 5       | Spanje      | 5           | 1           | 4           | 349        | 376        | -27        | 6      |
| 6       | Angola      | 5           | 0           | 5           | 303        | 410        | -107       | 5      |

| Ronde          | Datum  | Plaats      | Land   | Score     | Land |
| -------------- | ------ | ----------- | ------ | --------- | ---- |
| Groepsfase     |        |             |        |           |      |
| 17 september   | Sydney | Canada      | 101-90 | Australië |      |
| 19 september   | Sydney | Australië   | 66-80  | Brazilië  |      |
| 21 september   | Sydney | Australië   | 75-71  | Brazilië  |      |
| 23 september   | Sydney | Joegoslavië | 75-86  | Australië |      |
| 25 september   | Sydney | Australië   | 91-80  | Brazilië  |      |
| Kwartfinale    |        |             |        |           |      |
| 28 september   | Sydney | Italië      | 62-65  | Australië |      |
| Halve finale   |        |             |        |           |      |
| 29 september   | Sydney | Australië   | 52-76  | Frankrijk |      |
| Bronzen finale |        |             |        |           |      |
| 1 oktober      | Sydney | Australië   | 71-89  | Litouwen  |      |

#### Vrouwen
| Olympiër | Discipline | Resultaat | Prestatie |
| --- | ---------- | --------- | --- |
| Carla Boyd Sandra Brondello Trisha Fallon Michelle Griffiths Kristi Harrower Jo Hill Lauren Jackson Annie la Fleur Shelley Sandie Rachael Sporn Michele Timms Jenny Whittle | vrouwen    | Zilver    | groepsfase: 1e W van Canada: 78-46 W van Brazilië: 81-70 W van Slowakije: 70-47 W van Senegal: 96-39 W van Frankrijk: 69-62 kwartfinale: W van Polen: 76-48 halve finale: W van Brazilië: 64-52 finale: V van Verenigde Staten: 66-56 |

| Groep A |           |             |             |             |            |            |            |        |
| #       | Land      | Wedstrijden | Wedstrijden | Wedstrijden | Doelpunten | Doelpunten | Doelpunten | Punten |
| #       | Land      | G           | W           | V           | V          | T          | Saldo      | Punten |
| 1       | Australië | 5           | 5           | 0           | 394        | 274        | +120       | 10     |
| 2       | Frankrijk | 5           | 4           | 1           | 338        | 287        | +51        | 9      |
| 3       | Brazilië  | 5           | 2           | 3           | 358        | 353        | +5         | 7      |
| 4       | Slowakije | 5           | 2           | 3           | 294        | 282        | +12        | 7      |
| 5       | Canada    | 5           | 2           | 3           | 313        | 317        | -4         | 7      |
| 6       | Senegal   | 5           | 0           | 5           | 199        | 383        | -184       | 5      |

| Ronde        | Datum  | Plaats    | Land  | Score            | Land |
| ------------ | ------ | --------- | ----- | ---------------- | ---- |
| Groepsfase   |        |           |       |                  |      |
| 16 september | Sydney | Australië | 78-46 | Canada           |      |
| 18 september | Sydney | Australië | 81-70 | Brazilië         |      |
| 20 september | Sydney | Australië | 70-47 | Slowakije        |      |
| 22 september | Sydney | Australië | 96-39 | Senegal          |      |
| 24 september | Sydney | Australië | 69-62 | Frankrijk        |      |
| Kwartfinale  |        |           |       |                  |      |
| 27 september | Sydney | Australië | 76-48 | Polen            |      |
| Halve finale |        |           |       |                  |      |
| 29 september | Sydney | Australië | 64-52 | Brazilië         |      |
| Finale       |        |           |       |                  |      |
| 30 september | Sydney | Australië | 54-76 | Verenigde Staten |      |

### Boksen
| Olympiër         | Discipline | Resultaat | Prestatie                                                                               |
| ---------------- | ---------- | --------- | --------------------------------------------------------------------------------------- |
| Erle Wiltshire   | -51kg (m)  | 17e       | 1e ronde: V van FRA Thomas: 1-13                                                        |
| Justin Kane      | -54kg (m)  | 5e        | 1e ronde: vrij 2e ronde: W van THA Wongprates: 15-13 kwartfinale: V van UKR Danylchenko |
| James Swan       | -57kg (m)  | 17e       | 1e ronde: V van BRA Pereira: 4-8                                                        |
| Michael Katsidis | -60kg (m)  | 9e        | 1e ronde: W van BRA Nunes: 15-6 2e ronde: V van KAZ Karimzhanov: 7-9                    |
| Henry Collins    | -64kg (m)  | 17e       | 1e ronde: V van USA Williams                                                            |
| Daniel Geale     | -67kg (m)  | 17e       | 1e ronde: V van ITA Bundu: 2-4                                                          |
| Richard Rowles   | -71kg (m)  | 9e        | 1e ronde: W van DOM Ubaldo: 16-7 2e ronde: V van GER Ćatić                              |
| Paul Miller      | -75kg (m)  | 9e        | 1e ronde: W van DOM Ravelo: 8-7 2e ronde: V van AZE Alakparov: 8-9                      |
| Danny Green      | -81kg (m)  | 9e        | 1e ronde: W van BRA Barros 2e ronde: V van RUS Lebziak                                  |

### Boogschieten
| Olympiër                                              | Discipline      | Resultaat | Prestatie |
| ----------------------------------------------------- | --------------- | --------- | --- |
| Simon Fairweather                                     | individueel (m) | Goud      | kwalificatie: 8e met 642 punten 1e ronde: W van CUB Stevens: 170-161 2e ronde: W van FRA de Grandis: 161-150 3e ronde: W van CUB Arias: 167-163 kwartfinale: W van RUS Tsyrempilov: 113-104 halve finale: W van NED van Alten: 112-110 finale: W van USA Wunderle: 113-106 |
| Matthew Gray                                          | individueel (m) | 33e       | kwalificatie: 27e met 631 punten 1e ronde: V van CHN Hua: 161-163 |
| Scott Hunter-Russell                                  | individueel (m) | 17e       | kwalificatie: 51e met 603 punten 1e ronde: W van TUR Akbal: 154-146 2e ronde: V van ITA Frangilli: 154-164 |
| Simon Fairweather Matthew Gray Scott Hunter-Russell   | team (m)        | 9e        | kwalificatie: 10e met 1876 punten 1e ronde: V van Zweden: 238-241 |
|                                                       |                 |           | |
| Kate Fairweather                                      | individueel (v) | 17e       | kwalificatie: 27e met 630 punten 1e ronde: W van GEO Phutkaradze: 166-158 2e ronde: V van JPN Kitabatake: 158-160 |
| Melissa Jennison                                      | individueel (v) | 17e       | kwalificatie: 32e met 628 punten 1e ronde: W van GEO Lorig: 160-151 2e ronde: V van KOR Soo-nyung: 161-150 |
| Michelle Tremelling                                   | individueel (v) | 9e        | kwalificatie: 49e met 615 punten 1e ronde: W van USA Dykman: 154-146 2e ronde: W van RSA Jean Lewis: 162-147 3e ronde: V van KOR Soo-nyung: 158-168 |
| Kate Fairweather Melissa Jennison Michelle Tremelling | team (v)        | 9e        | kwalificatie: 10e met 1873 punten 1e ronde: V van Italië: 236-237 |

### Gewichtheffen
| Olympiër              | Discipline | Resultaat | Prestatie                                                      |
| --------------------- | ---------- | --------- | -------------------------------------------------------------- |
| Mehmet Yağcı          | -56kg (m)  | 17e       | trekken: 17e met 105kg stoten: 17e met 130kg totaal: 235kg     |
| Yurik Sarkisian       | -62kg (m)  | 9e        | trekken: 12e met 125kg stoten: 6e met 165kg totaal: 290kg      |
| Damian Brown          | -77kg (m)  | 14e       | trekken: 13e met 145kg stoten: 14e met 175kg totaal: 320kg     |
| Sergo Chakhoyan       | -85kg (m)  | 6e        | trekken: 3e met 175kg stoten: 8e met 202,5kg totaal: 377,5kg   |
| Aleksander Karapetyan | -94kg (m)  | 10e       | trekken: 11e met 175kg stoten: 10e met 207,5kg totaal: 382,5kg |
| Kiril Kounev          | -94kg (m)  | 14e       | trekken: 14e met 170kg stoten: 12e met 205kg totaal: 375kg     |
| Anthony Martin        | +105kg (m) | 18e       | trekken: 19e met 162,5kg stoten: 18e met 207,5kg totaal: 370kg |
| Chris Rae             | +105kg (m) | 19e       | trekken: 22e met 155kg stoten: 19e met 205kg totaal: 360kg     |
|                       |            |           |                                                                |
| Natasha Barker        | -58kg (v)  | 10e       | trekken: 12e met 77,5kg stoten: 10e met 102,5kg totaal: 180kg  |
| Meagan Warthold       | -58kg (v)  | 12e       | trekken: 14e met 75kg stoten: 11e met 100kg totaal: 175kg      |
| Amanda Phillips       | -63kg (v)  | 6e        | trekken: 7e met 82,5kg stoten: 6e met 107,5kg totaal: 190kg    |
| Michelle Kettner      | -69kg (v)  | 9e        | trekken: 5e met 100kg stoten: 10e met 122,5kg totaal: 222,5kg  |

### Gymnastiek
| Olympiër                                                                                | Discipline               | Resultaat | Prestatie                                                         |
| Ritmisch                                                                                | Ritmisch                 | Ritmisch  | Ritmisch                                                          |
| --------------------------------------------------------------------------------------- | ------------------------ | --------- | ----------------------------------------------------------------- |
| Dani Leray                                                                              | individueel (v)          | 19e       | kwalificatie: 19e met 38,215 punten                               |
| Trampoline                                                                              |                          |           |                                                                   |
| Ji Wallace                                                                              | mannen                   | Zilver    | kwalificatie: 4e met 67,4 punten finale: 2e met 39,30 punten      |
|                                                                                         |                          |           |                                                                   |
| Ji Wallace                                                                              | vrouwen                  | 10e       | kwalificatie: 10e met 60,4 punten                                 |
| Turnen                                                                                  |                          |           |                                                                   |
| Damian Istria                                                                           | meerkamp individueel (m) | 47e       | kwalificatie: 47e met 53,973 punten                               |
| Philippe Rizzo                                                                          | meerkamp individueel (m) | 44e       | kwalificatie: 44e met 54,123 punten                               |
|                                                                                         |                          |           |                                                                   |
| Melinda Cleland                                                                         | vloer (v)                | 7e        | kwalificatie: 4e met 9,725 punten finale: 7e met 9,012 punten     |
| Melinda Cleland                                                                         | meerkamp individueel (v) | 82e       | kwalificatie: 82e met 19,030 punten                               |
| Alexandra Croak                                                                         | meerkamp individueel (v) | 70e       | kwalificatie: 70e met 28,087 punten                               |
| Trudy McIntosh                                                                          | meerkamp individueel (v) | 66e       | kwalificatie: 66e met 28,730 punten                               |
| Lisa Skinner                                                                            | meerkamp individueel (v) | 8e        | kwalificatie: 18e met 37,730 punten finale: 8e met 38,193 punten  |
| Allana Slater                                                                           | meerkamp individueel (v) | 16e       | kwalificatie: 39e met 36,955 punten finale: 16e met 37,511 punten |
| Brooke Walker                                                                           | meerkamp individueel (v) | 44e       | kwalificatie: 44e met 36,480 punten                               |
| Melinda Cleland Alexandra Croak Trudy McIntosh Lisa Skinner Allana Slater Brooke Walker | meerkamp team (v)        | 7e        | kwalificatie: 7e met 151,057 punten                               |

### Handbal

#### Mannen
| Olympiër | Discipline | Resultaat | Prestatie |
| --- | ---------- | --------- | --- |
| Peter Bach Christian Bajan Vernon Cheung Russell Garnett David Gonzalez Kristian Groenintwoud Darryl McCormack Rajan Pavlovic Taip Ramadani Lee Schofield Dragan Sestic Sasa Sestic Milan Slavujevic Karim Shehab | mannen     | 12e       | groepsfase: 6e V van Zweden: 23-44 V van Spanje: 23-39 V van Slovenië: 20-33 V van Tunesië: 24-34 V van Frankrijk: 16-28 11-12e plek: V van Cuba: 24-26 |

| Groep B |           |             |             |             |             |            |            |            |        |
| #       | Land      | Wedstrijden | Wedstrijden | Wedstrijden | Wedstrijden | Doelpunten | Doelpunten | Doelpunten | Punten |
| #       | Land      | G           | W           | G           | V           | V          | T          | Saldo      | Punten |
| 1       | Zweden    | 5           | 5           | 0           | 0           | 155        | 121        | +34        | 10     |
| 2       | Frankrijk | 5           | 3           | 1           | 1           | 120        | 104        | +16        | 7      |
| 3       | Spanje    | 5           | 3           | 0           | 2           | 144        | 126        | +18        | 6      |
| 4       | Slovenië  | 5           | 2           | 1           | 2           | 137        | 127        | +10        | 5      |
| 5       | Tunesië   | 5           | 0           | 1           | 4           | 111        | 117        | -6         | 2      |
| 6       | Australië | 5           | 0           | 0           | 5           | 106        | 178        | -72        | 0      |

| Ronde        | Datum  | Plaats    | Land  | Score     | Land |
| ------------ | ------ | --------- | ----- | --------- | ---- |
| Groepsfase   |        |           |       |           |      |
| 16 september | Sydney | Zweden    | 44-23 | Australië |      |
| 18 september | Sydney | Australië | 23-39 | Spanje    |      |
| 20 september | Sydney | Australië | 20-33 | Slovenië  |      |
| 22 september | Sydney | Tunesië   | 34-24 | Australië |      |
| 24 september | Sydney | Frankrijk | 28-16 | Australië |      |
| 11-12e plek  |        |           |       |           |      |
| 26 september | Sydney | Cuba      | 26-24 | Australië |      |

#### Vrouwen
| Olympiër | Discipline | Resultaat | Prestatie |
| --- | ---------- | --------- | --- |
| Janni Bach Petra Besta Rina Bjarnason Raelene Boulton Kim Briggs Mari Edland Sarah Hammond Fiona Hannan Vera Ignjatovic Jana Jamnicky Lydia Kahmke Marina Kopcalic Jovana Milosevic Shelley Ormes Katrina Shinfield | vrouwen    | 10e       | groepsfase: 5e V van Brazilië: 19-32 V van Noorwegen: 18-28 V van Denemarken: 12-38 V van Oostenrijk: 10-39 9-10e plek: V van Angola: 18-26 |

| Groep B |            |             |             |             |             |            |            |            |        |
| #       | Land       | Wedstrijden | Wedstrijden | Wedstrijden | Wedstrijden | Doelpunten | Doelpunten | Doelpunten | Punten |
| #       | Land       | G           | W           | G           | V           | V          | T          | Saldo      | Punten |
| 1       | Noorwegen  | 4           | 3           | 0           | 0           | 101        | 72         | +29        | 8      |
| 2       | Denemarken | 4           | 3           | 0           | 1           | 124        | 83         | +41        | 6      |
| 3       | Oostenrijk | 4           | 2           | 0           | 2           | 131        | 90         | +41        | 4      |
| 4       | Brazilië   | 4           | 1           | 0           | 3           | 100        | 133        | -33        | 2      |
| 5       | Australië  | 4           | 0           | 0           | 4           | 59         | 137        | -78        | 0      |

| Ronde        | Datum  | Plaats     | Land  | Score      | Land |
| ------------ | ------ | ---------- | ----- | ---------- | ---- |
| Groepsfase   |        |            |       |            |      |
| 17 september | Sydney | Australië  | 19-32 | Brazilië   |      |
| 19 september | Sydney | Noorwegen  | 28-18 | Australië  |      |
| 21 september | Sydney | Australië  | 12-38 | Denemarken |      |
| 23 september | Sydney | Oostenrijk | 39-10 | Australië  |      |
| 9-10e plek   |        |            |       |            |      |
| 28 september | Sydney | Angola     | 26-18 | Australië  |      |

### Hockey

#### Mannen
| Olympiër | Discipline | Resultaat | Prestatie |
| --- | ---------- | --------- | --- |
| Michael Brennan Adam Commens Stephen Davies Damon Diletti Lachlan Dreher Jason Duff Troy Elder James Elmer Paul Gaudoin Stephen Holt Brent Livermore Daniel Sproule Jay Stacy Craig Victory Matthew Wells Michael York | mannen     | Brons     | groepsfase: 1e W van Polen: 4-0 G tegen India: 2-2 G tegen Spanje: 2-2 W van Argentinië: 2-1 W van Zuid-Korea: 2-1 halve finale: V van Nederland: 0-0 (4-5) bronzen finale: W van Pakistan: 6-3 |

| Groep B |            |             |             |             |             |            |            |            |        |
| #       | Land       | Wedstrijden | Wedstrijden | Wedstrijden | Wedstrijden | Doelpunten | Doelpunten | Doelpunten | Punten |
| #       | Land       | G           | W           | G           | V           | V          | T          | Saldo      | Punten |
| 1       | Australië  | 5           | 3           | 2           | 0           | 12         | 6          | +6         | 11     |
| 2       | Zuid-Korea | 5           | 2           | 2           | 1           | 9          | 7          | +2         | 8      |
| 3       | India      | 5           | 2           | 2           | 1           | 9          | 7          | +2         | 8      |
| 4       | Argentinië | 5           | 1           | 2           | 2           | 13         | 13         | +0         | 5      |
| 5       | Polen      | 5           | 1           | 2           | 2           | 12         | 14         | -2         | 5      |
| 6       | Spanje     | 5           | 0           | 2           | 3           | 7          | 15         | -8         | 2      |

| Ronde          | Datum  | Plaats    | Land      | Score      | Land |
| -------------- | ------ | --------- | --------- | ---------- | ---- |
| Groepsfase     |        |           |           |            |      |
| 17 september   | Sydney | Australië | 4-0       | Polen      |      |
| 19 september   | Sydney | Australië | 2-2       | India      |      |
| 21 september   | Sydney | Spanje    | 2-2       | Australië  |      |
| 23 september   | Sydney | Australië | 2-1       | Argentinië |      |
| 26 september   | Sydney | Australië | 2-1       | Zuid-Korea |      |
| Halve finale   |        |           |           |            |      |
| 28 september   | Sydney | Nederland | 0-0 (5-4) | Australië  |      |
| Bronzen finale |        |           |           |            |      |
| 30 september   | Sydney | Pakistan  | 3-6       | Australië  |      |

#### Vrouwen
| Olympiër | Discipline | Resultaat | Prestatie |
| --- | ---------- | --------- | --- |
| Katie Allen Alyson Annan Renita Farrell Juliet Haslam Rechelle Hawkes Nikki Hudson Rachel Imison Clover Maitland Claire Mitchell-Taverner Jenny Morris Alison Peek Katrina Powell Lisa Powell Angie Skirving Kate Starre Julie Towers | vrouwen    | Goud      | groepsfase: 1e W van Groot-Brittannië: 2-1 G tegen Spanje: 1-1 W van Argentinië: 3-1 W van Zuid-Korea: 3-0 medaillegroep: 1e W van Nieuw-Zeeland: 3-0 W van Nederland: 5-0 W van China: 5-1 finale: W van Argentinië: 3-1 |

| Groep A |                  |             |             |             |             |            |            |            |        |
| #       | Land             | Wedstrijden | Wedstrijden | Wedstrijden | Wedstrijden | Doelpunten | Doelpunten | Doelpunten | Punten |
| #       | Land             | G           | W           | G           | V           | V          | T          | Saldo      | Punten |
| 1       | Australië        | 4           | 3           | 1           | 0           | 9          | 3          | +6         | 10     |
| 2       | Argentinië       | 4           | 2           | 0           | 2           | 5          | 6          | -1         | 6      |
| 3       | Spanje           | 4           | 1           | 2           | 1           | 2          | 3          | -1         | 5      |
| 4       | Groot-Brittannië | 4           | 1           | 1           | 2           | 5          | 5          | 0          | 4      |
| 5       | Zuid-Korea       | 4           | 0           | 2           | 2           | 4          | 8          | -4         | 2      |

| Ronde        | Datum  | Plaats    | Land | Score            | Land |
| ------------ | ------ | --------- | ---- | ---------------- | ---- |
| Groepsfase   |        |           |      |                  |      |
| 17 september | Sydney | Australië | 2-1  | Groot-Brittannië |      |
| 19 september | Sydney | Australië | 1-1  | Spanje           |      |
| 20 september | Sydney | Australië | 3-1  | Argentinië       |      |
| 22 september | Sydney | Australië | 3-0  | Zuid-Korea       |      |

| Medaillegroep |               |             |             |             |             |            |            |            |        |
| #             | Land          | Wedstrijden | Wedstrijden | Wedstrijden | Wedstrijden | Doelpunten | Doelpunten | Doelpunten | Punten |
| #             | Land          | G           | W           | G           | V           | V          | T          | Saldo      | Punten |
| 1             | Australië     | 5           | 4           | 1           | 0           | 17         | 3          | +14        | 13     |
| 2             | Argentinië    | 5           | 3           | 0           | 2           | 13         | 7          | +6         | 9      |
| 3             | Nederland     | 5           | 2           | 0           | 3           | 8          | 14         | -6         | 6      |
| 4             | Spanje        | 5           | 1           | 3           | 1           | 5          | 5          | 0          | 6      |
| 5             | China         | 5           | 1           | 1           | 3           | 4          | 10         | -6         | 4      |
| 6             | Nieuw-Zeeland | 5           | 1           | 1           | 3           | 8          | 16         | -8         | 4      |

| Ronde        | Datum  | Plaats    | Land | Score         | Land |
| ------------ | ------ | --------- | ---- | ------------- | ---- |
| Groepsfase   |        |           |      |               |      |
| 24 september | Sydney | Australië | 3-0  | Nieuw-Zeeland |      |
| 25 september | Sydney | Australië | 5-0  | Nederland     |      |
| 27 september | Sydney | Australië | 5-1  | China         |      |
| Finale       |        |           |      |               |      |
| 29 september | Sydney | Australië | 3-1  | Argentinië    |      |

### Judo
| Olympiër          | Discipline | Resultaat | Prestatie |
| ----------------- | ---------- | --------- | --- |
| Adrian Robertson  | -60kg (m)  | 21e       | 1e ronde: vrij 2e ronde: V van TUN Ayed |
| Andrew Collett    | -66kg (m)  | 17e       | 1e ronde: vrij 2e ronde: W van MDA Bivol 3e ronde: V van CHN Guangjun                                                                                           |
| Tom Hill          | -73kg (m)  | 21e       | 1e ronde: vrij 2e ronde: V van ALB Lamce |
| Dan Kelly         | -81kg (m)  | 9e        | 1e ronde: vrij 2e ronde: W van USA Morris 3e ronde: V van POR Delgado herkansing 1: W van ITA Lepre herkansing 2: V van IRI Sarikhani                           |
| Robert Ivers      | -90kg (m)  | 9e        | 1e ronde: V van AZE Salimov herkansing: V van AZE Salimov |
| Daniel Rusitovic  | -100kg (m) | 21e       | 1e ronde: vrij 2e ronde: V van TUN Khalgui |
| Robert Ball       | +100kg (m) | 21e       | 1e ronde: vrij 2e ronde: V van UZB Tangriev |
|                   |            |           | |
| Jenny Hill        | -48kg (v)  | 13e       | 1e ronde: vrij 2e ronde: V van BEL Simons |
| Rebecca Sullivan  | -52kg (v)  | 9e        | 1e ronde: vrij 2e ronde: W van FRA Tignola kwartfinale: V van PRK Kye herkansing: V van NED Gravenstijn                                                         |
| Rebecca Sullivan  | -57kg (v)  | Brons     | 1e ronde: W van AZE Hüseynova 2e ronde: W van CMR Nguele kwartfinale: W van SWE Andersson halve finale: V van ESP Fernández bronzen finale: W van ITA Cavazzuti |
| Carly Dixon       | -63kg (v)  | 18e       | 1e ronde: V van KGZ Artamonova |
| Catherine Arlove  | -70kg (v)  | 18e       | 1e ronde: vrij 2e ronde: V van USA Bacher |
| Natalie Jenkinson | -78kg (v)  | 18e       | 1e ronde: vrij 2e ronde: V van BRA Silva |
| Caroline Curren   | +78kg (v)  | 13e       | 1e ronde: vrij 2e ronde: V van CUB Beltrán herkansing: V van KOR Seon-young                                                                                     |

### Kanovaren
| Olympiër                                                        | Discipline    | Resultaat | Prestatie                                                                     |
| Slalom                                                          | Slalom        | Slalom    | Slalom                                                                        |
| --------------------------------------------------------------- | ------------- | --------- | ----------------------------------------------------------------------------- |
| Robin Bell                                                      | C-1 (m)       | 9e        | kwalificatie: 5e met 268,75 finale: 9e met 244,48                             |
| Andrew Farrance Kai Swoboda                                     | C-2 (m)       | 11e       | kwalificatie: 11e met 347,33                                                  |
| John Wilkie                                                     | K-1 (m)       | 21e       | kwalificatie: 21e met 320,84                                                  |
|                                                                 |               |           |                                                                               |
| Danielle Woodward                                               | K-1 (v)       | 8e        | kwalificatie: 14e met 313,80 finale: 8e met 261,89                            |
| Vlakwater                                                       |               |           |                                                                               |
| Nathan Baggaley                                                 | K-1 500m (m)  | 10e       | serie 3: 3e in 1.41,854 halve finale 2: 4e in 1.40,884                        |
| Clint Robinson                                                  | K-1 1000m (m) | 11e       | serie 3: 4e in 3.40,197 halve finale 1: 5e in 3.40,745                        |
| Daniel Collins Andrew Trim                                      | K-2 500m (m)  | Zilver    | serie 3: 2e in 1.30,393 halve finale 1: 1e in 1.13,475 finale: 2e in 1.47,895 |
| Brian Morton Luke Young                                         | K-2 1000m (m) | 17e       | serie 1: 6e in 3.20,934 halve finale: 8e in 3.25,046                          |
| Ross Chaffer Cameron McFadzean Peter Scott Shane Suska          | K-4 1000m (m) | 16e       | serie 2: 6e in 3.05,893 halve finale: 7e in 3.05,527                          |
|                                                                 |               |           |                                                                               |
| Katrin Borchert                                                 | K-1 500m (v)  | Brons     | serie 2: 4e in 1.52,187 halve finale: 1e in 1.53,070 finale: 3e in 2.15,138   |
| Katrin Borchert Anna Wood                                       | K-2 500m (v)  | 6e        | serie 2: 4e in 1.45,520 halve finale: 1e in 1.44,682 finale: 6e in 2.01,472   |
| Natalie Hunter Shelley Oates-Wilding Kerri Randle Amanda Simper | K-4 1000m (v) | 13e       | serie 2: 4e in 1.37,081 halve finale: 4e in 1.38,580                          |

### Moderne vijfkamp
| Olympiër        | Discipline | Resultaat | Prestatie |
| --------------- | ---------- | --------- | --- |
| Robert McGregor | mannen     | 20e       | schietsport: 12e met 1072 punten schermen: 22e met 640 punten zwemmen: 24e met 1119 punten paardensport: 17e met 905 punten atletiek: 17e met 1048 punten totaal: 4784 punten |
|                 |            |           | |
| Kitty Chiller   | vrouwen    | 14e       | schietsport: 16e met 1000 punten schermen: 18e met 760 punten zwemmen: 10e met 1142 punten paardensport: 2e met 1040 punten atletiek: 14e met 944 punten totaal: 4886 punten  |

### Paardensport
| Olympiër                                               | Discipline  | Resultaat | Prestatie |
| Dressuur                                               | Dressuur    | Dressuur  | Dressuur |
| ------------------------------------------------------ | ----------- | --------- | --- |
| Rachael Downs                                          | individueel | 33e       | Grand Prix Test: 33e met 64,52% |
| Mary Hanna                                             | individueel | 34e       | Grand Prix Test: 34e met 64,32% |
| Ricky MacMillan                                        | individueel | 35e       | Grand Prix Test: 35e met 64,08% |
| Kristy Oatley                                          | individueel | 9e        | Grand Prix Test: 14e met 68,16% Grand Prix Special: 14e met 70,23% Grand Prix Freestyle: 8e met 72,40% totaal: 210,79                     |
| Rachael Downs Mary Hanna Ricky MacMillan Kristy Oatley | team        | 6e        | 4925 punten |
| Eventing                                               |             |           | |
| Andrew Hoy                                             | individueel | Zilver    | dressuur: 5e met 39,8 strafpunten crosscountry: 1e met 0 strafpunten springconcours: 1e met 0 strafpunten totaal: 39,8 strafpunten        |
| Amanda Ross                                            | individueel | 16e       | dressuur: 11e met 44,8 strafpunten crosscountry: 23e met 87,2 strafpunten springconcours: 13e met 10 strafpunten totaal: 142 strafpunten  |
| Brook Staples                                          | individueel | 20e       | dressuur: 15e met 47,6 strafpunten crosscountry: 20e met 38,8 strafpunten springconcours: 13e met 10 strafpunten totaal: 96,4 strafpunten |
| Andrew Hoy Amanda Ross Brook Staples                   | team        | Goud      | dressuur: 1e met 112,6 strafpunten crosscountry: 2e met 0,40 strafpunten springconcours: 4e met 32 strafpunten totaal: 146,8 strafpunten  |
| Springconcours                                         |             |           | |
| Geoff Bloomfield                                       | individueel | 20e       | 1e ronde: 37e met 12,50 strafpunten |
| Gavin Chester                                          | individueel | 60e       | 1e ronde: 40e met 13,00 strafpunten |
| Jamie Coman                                            | individueel | 43e       | 1e ronde: 5e met 4,25 strafpunten 2e ronde: 6e met                                                                                        |
| Ron Easey                                              | individueel | 52e       | 1e ronde: 53e met 16,75 strafpunten |
| Geoff Bloomfield Gavin Chester Jamie Coman Ron Easey   | team        | 10e       | 1e ronde: 8e met 20 strafpunten 2e ronde: 10e met 36 strafpunten totaal: 56 strafpunten                                                   |

### Roeien
| Olympiër | Discipline             | Resultaat | Prestatie                                                                                                |
| --- | ---------------------- | --------- | --- |
| Bruce Hick Haimish Karrasch | lichte dubbel-twee (m) | 7e        | serie 2: 1e in 6.33,48 halve finale 1: 4e in 6.25,20 finale B: 1e in 6.26,21                             |
| Matthew Long James Tomkins | twee-zonder (m)        | Brons     | serie 3: 2e in 6.46,99 halve finale 2: 1e in 6.34,42 finale: 3e in 6.34,26                               |
| Jason Day Duncan Free Peter Hardcastle Stuart Reside                                                                                    | dubbel-vier (m)        | Brons     | serie 2: 1e in 5.52,09 halve finale 1: 2e in 5.50,26 finale: 5e in 5.50,32                               |
| Darren Balmforth Simon Burgess Anthony Edwards Robert Richards                                                                          | lichte dubbel-vier (m) | 5e        | serie 2: 1e in 5.52,09 halve finale 1: 2e in 5.50,26 finale: 5e in 5.50,32                               |
| Ben Dodwell Bo Hanson Geoffrey Stewart James Stewart                                                                                    | vier-zonder (m)        | Brons     | serie 1: 2e in 6.05,03 halve finale 2: 1e in 6.02,03 finale: 3e in 5.57,61                               |
| Daniel Burke Jaime Fernandez Alastair Gordon Brett Hayman Robert Jahrling Mike McKay Nick Porzig Christian Ryan Stuart Welch            | acht (m)               | Zilver    | serie 2: 1e in 5.32,85 finale: 2e in 5.33,88                                                             |
| |                        |           | |
| Georgina Douglas | skiff (v)              | 5e        | serie 1: 2e in 7.43,48 herkansingen 4: 1e in 7.42,67 halve finale 1: 2e in 7.32,34 finale: 5e in 7.37,88 |
| Virginia Lee Sally Newmarch | lichte dubbel-twee (v) | 4e        | serie 2: 2e in 7.11,11 herkansingen 2: 1e in 7.14,08 halve finale 1: 3e in 7.06,58 finale: 4e in 7.12,04 |
| Marina Hatzakis Bronwyn Roye | dubbel-twee (v)        | 6e        | serie 1: 4e in 7.18,40 herkansingen 1: 2e in 7.10,09 finale: 6e in 7.05,35                               |
| Kate Slatter Rachael Taylor | twee-zonder (v)        | Zilver    | serie 2: 2e in 7.20,69 herkansingen 2: 1e in 7.19,79 finale: 2e in 7.12,52                               |
| Monique Heinke Kerry Knowler Sally Robbins Julia Wilson                                                                                 | dubbel-vier (v)        | 7e        | serie 2: 4e in 6.47,01 herkansingen 2: 3e in 6.42,22 finale B: 1e in 6.37,22                             |
| Alison Davies Katie Foulkes Rachael Kininmonth Kristina Larsen Emily Martin Victoria Roberts Jane Robinson Bronwyn Thompson Jodi Winter | acht (v)               | 5e        | serie 1: 2e in 6.17,44 herkansingen: 3e in 6.17,72 finale: 5e in 6.15,16                                 |

### Schermen
| Olympiër                                  | Discipline     | Resultaat | Prestatie |
| ----------------------------------------- | -------------- | --------- | --- |
| Gerry Adams                               | degen (m)      | 15e       | voorronde: vrij 1e ronde: W van HUN Kovács: 15-14 2e ronde: V van FRA Obry: 5-15                                                    |
| Nick Heffernan                            | degen (m)      | 39e       | voorronde: V van COL Rivas: 10-15                                                                                                   |
| David Nathan                              | degen (m)      | 41e       | voorronde: V van CAN Shong: 8-15 |
| Gerry Adams Luc Cartillier Nick Heffernan | degen team (m) | 8e        | 1e ronde: W van China: 45-38 kwartfinale: V van Italië: 34-45 5-8e plek: V van Wit-Rusland: 34-45 7-8e plek: V van Hongarije: 39-45 |
| Gerald McMahon                            | floret (m)     | 35e       | 1e ronde: V van CHN Haibin: 6-15 |
|                                           |                |           | |
| Gerry Adams                               | degen (v)      | 20e       | 1e ronde: vrij 2e ronde: V van AUT Rentmeister: 14-15                                                                               |
| Jo Halls                                  | floret (v)     | 37e       | 1e ronde: V van GBR Smith: 8-15 |

### Schietsport
| Olympiër          | Discipline                 | Resultaat | Prestatie                                                                 |
| ----------------- | -------------------------- | --------- | ------------------------------------------------------------------------- |
| Timothy Lowndes   | 10m luchtgeweer (m)        | 41e       | kwalificatie: 41e met 582 punten (94-96-98-97-96-99)                      |
| Robert Wieland    | 10m luchtgeweer (m)        | 27e       | kwalificatie: 27e met 587 punten (99-98-96-98-99-97)                      |
| Timothy Lowndes   | 50m geweer 3 houdingen (m) | 20e       | kwalificatie: 20e met 1159 punten (395-375-389)                           |
| Robert Wieland    | 50m geweer 3 houdingen (m) | 22e       | kwalificatie: 22e met 1158 punten (393-384-381)                           |
| Timothy Lowndes   | 50m geweer liggend (m)     | 19e       | kwalificatie: 19e met 593 punten (100-99-99-99-99-97)                     |
| Warren Potent     | 50m geweer liggend (m)     | 19e       | kwalificatie: 19e met 593 punten (98-99-98-100-100-98)                    |
| David Moore       | 50m pistool (m)            | 18e       | kwalificatie: 18e met 556 punten (97-93-92-93-91-90)                      |
| David Porter      | 50m pistool (m)            | 20e       | kwalificatie: 20e met 553 punten (85-94-97-91-95-91)                      |
| David Chapman     | 25m snelvuurpistool (m)    | 20e       | kwalificatie: 20e met 557 punten (287-270)                                |
| David Moore       | 10m luchtpistool (m)       | 32e       | kwalificatie: 32e met 567 punten (93-95-96-95-92-96)                      |
| David Porter      | 10m luchtpistool (m)       | 38e       | kwalificatie: 38e met 561 punten (94-94-91-95-94-93)                      |
| Clive Barton      | skeet (m)                  | 14e       | kwalificatie: 14e met 121 punten (71-50)                                  |
| David Cunningham  | skeet (m)                  | 39e       | kwalificatie: 39e met 116 punten (68-48)                                  |
| Michael Diamond   | trap (m)                   | Goud      | kwalificatie: 1e met 122 punten (72-50) finale: 1e met 147 punten         |
| Russell Mark      | trap (m)                   | 13e       | kwalificatie: 13e met 113 punten (65-48)                                  |
| Michael Diamond   | dubbeltrap (m)             | 9e        | kwalificatie: 9e met 135 punten (44-46-45)                                |
| Russell Mark      | dubbeltrap (m)             | Zilver    | kwalificatie: 1e met 143 punten (46-50-47) (OR) finale: 2e met 187 punten |
| Adam Gitsham      | lopend doel (m)            | 17e       | kwalificatie: 17e met 556 punten (285-271)                                |
| David Jones       | lopend doel (m)            | 16e       | kwalificatie: 18e met 562 punten (288-274)                                |
|                   |                            |           |                                                                           |
| Lindy Imgrund     | 10m luchtgeweer (v)        | 41e       | kwalificatie: 41e met 387 punten (97-95-98-97)                            |
| Sue McCready      | 10m luchtgeweer (v)        | 15e       | kwalificatie: 15e met 392 punten (97-99-98-98)                            |
| Sue McCready      | 50m geweer 3 houdingen (v) | 20e       | kwalificatie: 20e met 574 punten (193-187-194)                            |
| Carrie Quigley    | 50m geweer 3 houdingen (v) | 39e       | kwalificatie: 39e met 551 punten (198-174-179)                            |
| Linda Ryan        | 25m pistool (v)            | 11e       | kwalificatie: 11e met 579 punten (290-289)                                |
| Christine Trefry  | 25m pistool (v)            | 15e       | kwalificatie: 15e met 578 punten (288-290)                                |
| Annemarie Forder  | 10m luchtpistool (v)       | Brons     | kwalificatie: 5e met 385 punten (97-94-98-96) finale: 3e met 484 punten   |
| Linda Ryan        | 10m luchtpistool (v)       | 28e       | kwalificatie: 28e met 375 punten (93-97-95-90)                            |
| Tash Lonsdale     | skeet (v)                  | 4e        | kwalificatie: 4e met 70 punten finale: 4e met 93 punten                   |
| Deserie Baynes    | trap (v)                   | 12e       | kwalificatie: 12e met 61 punten                                           |
| Lisa Smith        | trap (v)                   | 10e       | kwalificatie: 10e met 62 punten                                           |
| Deserie Baynes    | dubbeltrap (v)             | 12e       | kwalificatie: 12e met 97 punten (36-31-30)                                |
| Ann Maree Roberts | dubbeltrap (v)             | 9e        | kwalificatie: 9e met 98 punten (34-32-32)                                 |

### Schoonspringen
| Olympiër                       | Discipline              | Resultaat | Prestatie                                                                                          |
| ------------------------------ | ----------------------- | --------- | -------------------------------------------------------------------------------------------------- |
| Robert Newbery                 | 3m plank (m)            | 15e       | voorronde: 9e met 402,03 punten halve finale: 15e in 594,50 punten                                 |
| Dean Pullar                    | 3m plank (m)            | 9e        | voorronde: 8e met 406,65 punten halve finale: 8e met 629,43 punten finale: 5e in 647,40 punten     |
| Mathew Helm                    | 10m toren (m)           | 8e        | voorronde: 5e met 455,37 punten halve finale: 4e met 653,40 punten finale: 8e met 618,24 punten    |
| Robert Newbery                 | 10m toren (m)           | 9e        | voorronde: 9e met 437,40 punten halve finale: 9e met 619,98 punten finale: 10e in 613,98 punten    |
| Robert Newbery Dean Pullar     | 3m synchroon plank (m)  | Brons     | 322,86 punten                                                                                      |
| Mathew Helm Robert Newbery     | 10m synchroon toren (m) | 5e        | 333,24 punten                                                                                      |
|                                |                         |           | |
| Rebecca Gilmore                | 3m plank (v)            | 17e       | voorronde: 18e met 259,74 punten halve finale: 17e in 475,29 punten                                |
| Chantelle Michell              | 3m plank (v)            | 7e        | voorronde: 13e met 270,75 punten halve finale: 12e met 499,59 punten finale: 7e in 550,68 punten   |
| Rebecca Gilmore                | 10m toren (v)           | 11e       | voorronde: 12e met 288,99 punten halve finale: 10e met 464,91 punten finale: 11e met 448,95 punten |
| Loudy Tourky                   | 10m toren (v)           | 24e       | voorronde: 24e met 257,40 punten                                                                   |
| Chantelle Michell Loudy Tourky | 3m synchroon plank (v)  | 4e        | 283,05 punten                                                                                      |
| Rebecca Gilmore Loudy Tourky   | 10m synchroon toren (v) | Brons     | 301,50 punten                                                                                      |

### Softbal
| Olympiër | Discipline | Resultaat | Prestatie |
| --- | ---------- | --------- | --- |
| Sandra Allen Joanne Brown Kerry Dienelt Peta Edebone Sue Fairhurst Selina Follas Fiona Hanes Kelly Hardie Tanya Harding Sally McCreedy Simmone Morrow Melanie Roche Natalie Titcume Natalie Ward Brooke Wilkins | vrouwen    | Brons     | groepsfase: 2e W van Nieuw-Zeeland: 3-2 W van Italië: 7-0 W van Canada: 1-0 V van Japan: 0-1 W van Verenigde Staten: 2-1 W van China: 1-0 W van Cuba: 8-1 halve finale: V van Japan: 0-1 bronzen finale: V van Verenigde Staten: 0-1 |

| Groepsfase |                  |             |             |             |        |        |        |        |
| #          | Land             | Wedstrijden | Wedstrijden | Wedstrijden | Punten | Punten | Punten | Punten |
| #          | Land             | G           | W           | V           | RV     | RT     | Saldo  | Ptn    |
| 1          | Japan            | 7           | 7           | 0           | 18     | 7      | +9     | 1000   |
| 2          | Australië        | 7           | 6           | 1           | 22     | 5      | +17    | .857   |
| 3          | China            | 7           | 5           | 2           | 26     | 4      | +22    | .714   |
| 4          | Verenigde Staten | 7           | 4           | 3           | 19     | 6      | +3     | .571   |
| 5          | Italië           | 7           | 2           | 5           | 3      | 27     | -24    | .286   |
| 6          | Nieuw-Zeeland    | 7           | 2           | 5           | 12     | 22     | -10    | .286   |
| 7          | Cuba             | 7           | 1           | 6           | 6      | 30     | -24    | .143   |
| 8          | Canada           | 7           | 1           | 6           | 13     | 18     | -5     | .143   |

| Ronde          | Datum  | Plaats           | Land | Score            | Land |
| -------------- | ------ | ---------------- | ---- | ---------------- | ---- |
| Groepsfase     |        |                  |      |                  |      |
| 17 september   | Sydney | Nieuw-Zeeland    | 2-3  | Australië        |      |
| 18 september   | Sydney | Australië        | 7-0  | Italië           |      |
| 19 september   | Sydney | Australië        | 1-0  | Canada           |      |
| 20 september   | Sydney | Japan            | 1-0  | Australië        |      |
| 21 september   | Sydney | Verenigde Staten | 1-2  | Australië        |      |
| 22 september   | Sydney | China            | 0-1  | Australië        |      |
| 23 september   | Sydney | Australië        | 8-1  | Cuba             |      |
| Halve finale   |        |                  |      |                  |      |
| 25 september   | Sydney | Japan            | 1-0  | Australië        |      |
| Bronzen finale |        |                  |      |                  |      |
| 25 september   | Sydney | Australië        | 0-1  | Verenigde Staten |      |

### Synchroonzwemmen
| Olympiër | Discipline | Resultaat | Prestatie                                                                          |
| --- | ---------- | --------- | ---------------------------------------------------------------------------------- |
| Irena Olevsky Naomi Young                                                                                         | duet       | 16e       | technisch: 16e met 30,987 punten vrij: 16e met 56,464 punten totaal: 87,007 punten |
| Tracey Davis Kelly Geraghty Amanda Laird Dannielle Liesch Katrina Orpwood Rachel Ren Cathryn Wightman Naomi Young | team (v)   | 8e        | technisch: 8e met 31,383 punten vrij: 8e met 58,110 punten totaal: 89,493 punten   |

### Taekwondo
| Olympiër        | Discipline | Resultaat | Prestatie |
| --------------- | ---------- | --------- | --- |
| Paul Lyons      | -58kg (m)  | 10e       | voorronde: V van MAR Sekkat: 4-4 |
| Carlo Massimino | -68kg (m)  | 5e        | voorronde: W van ESP Zas: 3-3 kwartfinale: V van USA López: 1-1 herkansingen 1: W van ITA Nolano: 9-7 herkansingen 2: V van IRI Saei: 5-6                  |
| Warren Hansen   | -80kg (m)  | 5e        | voorronde: W van DEN Dahmani: 6-5 kwartfinale: V van GER Ebnoutablib: 1-2 herkansingen 1: W van JOR Al-Fararjeh: 5-4 herkansingen 2: V van SWE Livaja: 0-1 |
| Daniel Trenton  | +80kg (m)  | Zilver    | voorronde: W van SWE Thorén: 6-3 kwartfinale: W van GBR Daley: 8-4 halve finale: W van COL Castro: 8-2 finale: V van KOR Kyong-hun: 2-6                    |
|                 |            |           | |
| Lauren Burns    | -48kg (v)  | Goud      | voorronde: vrij kwartfinale: W van TPE Shu-ju: 3-3 halve finale: W van DEN Høgh Poulsen: 1-0 finale: W van CUB Melendez: 4-2                               |
| Cynthia Cameron | -57kg (v)  | 10e       | voorronde: V van TPE Chih-ling: 0-6 |
| Lisa O'Keefe    | -67kg (v)  | 9e        | voorronde: V van NED Mueskens: 6-8 |
| Tanya White     | +67kg (v)  | 7e        | voorronde: V van CHN Zhong: 0-6 herkansingen 1: V van MAR Bourguigue: 1-3                                                                                  |

### Tafeltennis
| Olympiër                  | Discipline     | Resultaat | Prestatie |
| ------------------------- | -------------- | --------- | --- |
| Simon Gerada              | enkelspel (m)  | 49e       | groep E: 3e V van POL Błaszczyk: 0-3 V van ROU Crișan: 0-3                                                                                         |
| Russ Lavale               | enkelspel (m)  | 49e       | groep K: 3e V van NED Heister: 0-3 V van POL Krzeszewski: 0-3                                                                                      |
| Mark Smythe               | enkelspel (m)  | 33e       | groep I: 2e V van KOR Seung-Min: 0-3 W van HKG Chu Yan: 3-2                                                                                        |
| Simon Gerada Mark Smythe  | dubbelspel (m) | 25e       | groep C: 3e V van HKG Yuk/Chu Yan: 0-2 V van GRE Kreanga/Tsiokas: 0-2                                                                              |
| Brett Clarke Jeff Plumb   | dubbelspel (m) | 25e       | groep H: 3e V van YUG Grujić/Lupulesku: 0-2 V van GER Boll/Roßkopf: 0-2                                                                            |
|                           |                |           | |
| Miao Miao                 | enkelspel (v)  | 33e       | groep F: 2e V van JPN Sakata: 0-3 W van NGR Oshonaike: 3-0                                                                                         |
| Shirley Zhou              | enkelspel (v)  | 33e       | groep A: 2e V van CAN Gang: 0-3 W van THA Komwong: 3-1                                                                                             |
| Stella Zhou               | enkelspel (v)  | 49e       | groep D: 3e V van USA Jun: 0-3 W van CRO Bakula: 2-3                                                                                               |
| Lay Jian Fang Stella Zhou | dubbelspel (v) | 25e       | groep B: 3e V van LTU Paškauskienė/Prūsienė: 0-2 V van JPN Naito/Sakata: 1-2                                                                       |
| Miao Miao Shirley Zhou    | dubbelspel (v) | 5e        | groep A: 1e W van AUT Herczig/Jia: 2-1 W van CAN Geng/Roussy: 2-1 2e ronde: W van LUX Xialin/Regenwetter: 3-2 kwartfinale: V van CHN Jin/Ying: 0-3 |

### Tennis
| Olympiër                       | Discipline     | Resultaat | Prestatie |
| ------------------------------ | -------------- | --------- | --- |
| Lleyton Hewitt                 | enkelspel (m)  | 33e       | 1e ronde: V van BLR Mirni: 3-6, 3-6 |
| Andrew Ilie                    | enkelspel (m)  | 33e       | 1e ronde: V van ESP Vincente: 3-6, 3-6 |
| Mark Philippoussis             | enkelspel (m)  | 9e        | 1e ronde: W van SWE Johansson: 7-6(6), 6-4 2e ronde: W van DEN Pless: 6-4, 6-4 3e ronde: V van RUS Kafelnikov: 6-7(4), 3-6 |
| Pat Rafter                     | enkelspel (m)  | 33e       | 1e ronde: W van USA Spadea: 6-4, 6-3 2e ronde: V van CAN Nestor: 5-7, 6-7(4) |
| Todd Woodbridge Mark Woodforde | dubbelspel (m) | Zilver    | 1e ronde: vrij 2e ronde: W van IND Bhupathi/Paes: 6-3, 7-6(1) kwartfinale: W van SVK Hrbatý/Kučera: 7-6(5), 6-4 halve finale: W van ESP Corretja/Costa: 6-3, 7-6(5) finale: V van CAN Lareau/Nestor: 7-5, 3-6, 4-6, 6-7(2)                                                 |
|                                |                |           | |
| Jelena Dokić                   | enkelspel (v)  | 4e        | 1e ronde: W van JPN Sugiyama: 6-0, 7-6(1) 2e ronde: W van ITA Grande: 5-7, 6-3, 6-3 3e ronde: W van PAR de los Ríos: 7-6(5), 7-5 kwartfinale: W van RSA Coetzer: 6-1, 1-6, 6-1 halve finale: V van RUS Dementjeva: 6-2, 4-6, 4-6 bronzen finale: V van USA Seles: 1-6, 4-6 |
| Alicia Molik                   | enkelspel (v)  | 33e       | 1e ronde: V van AUT Schett: 6-7(7), 2-6 |
| Nicole Pratt                   | enkelspel (v)  | 17e       | 1e ronde: W van ROU Dragomir: 6-3, 6-3 2e ronde: V van FRA Dechy: 3-6, 1-6 |
| Jelena Dokić Rennae Stubbs     | dubbelspel (v) | 9e        | 1e ronde: W van IND Malhotra/Sanjeev: 6-0, 6-0 2e ronde: V van NED Boogert/Oremans: 6-2, 6-7(4), 4-6 |

### Triatlon
| Olympiër        | Discipline | Resultaat | Prestatie  |
| --------------- | ---------- | --------- | ---------- |
| Peter Robertson | mannen     | 34e       | 1:51.39,04 |
| Miles Stewart   | mannen     | 6e        | 1:49.14,52 |
| Craig Walton    | mannen     | 27e       | 1:50.57,66 |
|                 |            |           |            |
| Nicole Hackett  | vrouwen    | 9e        | 2:03.10,81 |
| Loretta Harrop  | vrouwen    | 5e        | 2:01.42,82 |
| Michellie Jones | vrouwen    | Zilver    | 2:00.42,55 |

### Voetbal

#### Mannen
| Olympiër | Discipline | Resultaat | Prestatie                                                               |
| --- | ---------- | --------- | ----------------------------------------------------------------------- |
| Con Blatsis Mark Bresciano Simon Colosimo Jason Čulina Michael Curcija Brett Emerton Hayden Foxe Vince Grella Stephen Laybutt Stan Lazaridis Danny Milosevic Lucas Neill Nick Rizzo Josip Skoko Michael Turnbull Mark Viduka Kasey Wehrman Clayton Zane | mannen     | 15e       | groepsfase: 4e V van Italië: 0-1 V van Nigeria: 2-3 V van Honduras: 1-2 |

| Groep B |           |             |             |             |             |            |            |            |        |
| #       | Land      | Wedstrijden | Wedstrijden | Wedstrijden | Wedstrijden | Doelpunten | Doelpunten | Doelpunten | Punten |
| #       | Land      | G           | W           | G           | V           | V          | T          | Saldo      | Punten |
| 1       | Italië    | 3           | 2           | 1           | 0           | 5          | 2          | +3         | 7      |
| 2       | Nigeria   | 3           | 1           | 2           | 0           | 7          | 6          | +1         | 5      |
| 3       | Honduras  | 3           | 1           | 1           | 1           | 6          | 7          | -1         | 4      |
| 4       | Australië | 3           | 0           | 0           | 3           | 3          | 6          | -3         | 0      |

| Ronde        | Datum  | Plaats    | Land | Score    | Land |
| ------------ | ------ | --------- | ---- | -------- | ---- |
| Groepsfase   |        |           |      |          |      |
| 13 september | Sydney | Australië | 0-1  | Italië   |      |
| 16 september | Sydney | Australië | 2-3  | Nigeria  |      |
| 19 september | Sydney | Australië | 1-2  | Honduras |      |

#### Vrouwen
| Olympiër | Discipline | Resultaat | Prestatie                                                                   |
| --- | ---------- | --------- | --------------------------------------------------------------------------- |
| Dianne Alagich Sharon Black Bryony Duus Alicia Ferguson Alison Forman Heather Garriock Kelly Golebiowski Peita-Claire Hepperlin Sunni Hughes Kate McShea Julie Murray Cheryl Salisbury Bridgette Starr Anissa Tann Leanne Trimboli Sacha Wainwright Tracey Wheeler Amy Wilson | vrouwen    | 7e        | groepsfase: 4e V van Duitsland: 0-3 G tegen Zweden: 1-1 V van Brazilië: 1-2 |

| Groep B |           |             |             |             |             |            |            |            |        |
| #       | Land      | Wedstrijden | Wedstrijden | Wedstrijden | Wedstrijden | Doelpunten | Doelpunten | Doelpunten | Punten |
| #       | Land      | G           | W           | G           | V           | V          | T          | Saldo      | Punten |
| 1       | Duitsland | 3           | 3           | 0           | 0           | 6          | 1          | +5         | 9      |
| 2       | Brazilië  | 3           | 2           | 0           | 1           | 5          | 3          | +2         | 6      |
| 3       | Zweden    | 3           | 0           | 1           | 2           | 1          | 4          | -3         | 1      |
| 4       | Australië | 3           | 0           | 1           | 2           | 2          | 6          | -4         | 1      |

| Ronde        | Datum  | Plaats    | Land | Score     | Land |
| ------------ | ------ | --------- | ---- | --------- | ---- |
| Groepsfase   |        |           |      |           |      |
| 13 september | Sydney | Australië | 0-3  | Duitsland |      |
| 16 september | Sydney | Australië | 1-1  | Zweden    |      |
| 19 september | Sydney | Australië | 1-2  | Brazilië  |      |

### Volleybal

#### Mannen
| Olympiër | Discipline | Resultaat | Prestatie |
| --- | ---------- | --------- | --- |
| David Beard Benjamin Hardy Daniel Howard Nathan Jakavicius Steven Keir Ben Loft Spiros Marazios Scott Newcomb Dan Ronan Hidde Van Beest Russell Wentworth Mark Williams | zaal (m)   | 8e        | groepsfase: 4e V van Brazilië: 0-3 (13-25, 14-25, 21-25) V van Nederland: 0-3 (19-25, 17-25, 15-25) W van Spanje: 3-1 (23-25, 25-20, 25-23, 25-19) V van Cuba: 0-3 (17-25, 20-25, 18-25) W van Egypte: 3-0 (25-17, 25-23, 25-22) kwartfinale: V van Italië: 1-3 (14-25, 25-22, 19-25, 15-25) 5-8e plek: V van Nederland: 0-3 (20-25, 15-25, 21-25) 7-8e plek: V van Cuba: 0-3 (23-25, 11-25, 15-25) |

| Groep B |           |             |             |             |      |      |       |           |           |           |        |
| #       | Land      | Wedstrijden | Wedstrijden | Wedstrijden | Sets | Sets | Sets  | Setpunten | Setpunten | Setpunten | Punten |
| #       | Land      | G           | W           | V           | V    | T    | Saldo | V         | T         | Saldo     | Punten |
| 1       | Brazilië  | 5           | 5           | 0           | 15   | 1    | +14   | 415       | 331       | +84       | 10     |
| 2       | Nederland | 5           | 4           | 1           | 12   | 5    | +7    | 417       | 360       | +57       | 9      |
| 3       | Cuba      | 5           | 3           | 2           | 9    | 7    | +2    | 383       | 335       | +48       | 8      |
| 4       | Australië | 5           | 2           | 3           | 6    | 10   | -4    | 327       | 374       | -47       | 7      |
| 5       | Spanje    | 5           | 1           | 4           | 7    | 12   | -5    | 404       | 444       | -40       | 6      |
| 6       | Egypte    | 5           | 0           | 5           | 1    | 15   | -14   | 309       | 441       | -132      | 5      |

| Ronde        | Datum  | Plaats    | Land | Score     | Land |
| ------------ | ------ | --------- | ---- | --------- | ---- |
| Groepsfase   |        |           |      |           |      |
| 17 september | Sydney | Australië | 0-3  | Brazilië  |      |
| 19 september | Sydney | Nederland | 3-0  | Australië |      |
| 21 september | Sydney | Australië | 3-1  | Spanje    |      |
| 23 september | Sydney | Cuba      | 3-0  | Australië |      |
| 25 september | Sydney | Australië | 3-0  | Egypte    |      |
| Kwartfinale  |        |           |      |           |      |
| 27 september | Sydney | Australië | 1-3  | Italië    |      |
| 5-8e plek    |        |           |      |           |      |
| 28 september | Sydney | Nederland | 3-0  | Australië |      |
| 7-8e plek    |        |           |      |           |      |
| 29 september | Sydney | Cuba      | 3-0  | Australië |      |

#### Vrouwen
| Olympiër | Discipline | Resultaat | Prestatie |
| --- | ---------- | --------- | --- |
| Tamsin Barnett Louise Bawden Sandi Bowen Liz Brett Majella Brown Angela Clarke Bea Daly Renae Maycock Christie Mokotupu Priscilla Ruddle Selina Scoble Rachel White | zaal (v)   | 10e       | groepsfase: 5e V van Kroatië: 1-3 (21-25, 25-22, 14-25, 16-25) V van Brazilië: 0-3 (13-25, 18-25, 17-25) W van Kenia: 3-1 (16-25, 25-20, 25-16, 28-16) V van Verenigde Staten: 0-3 (11-25, 17-25, 10-25) V van China: 0-3 (18-25, 14-25, 15-25) |

| Groep B |                  |             |             |             |      |      |       |           |           |           |        |
| #       | Land             | Wedstrijden | Wedstrijden | Wedstrijden | Sets | Sets | Sets  | Setpunten | Setpunten | Setpunten | Punten |
| #       | Land             | G           | W           | V           | V    | T    | Saldo | V         | T         | Saldo     | Punten |
| 1       | Brazilië         | 5           | 5           | 0           | 15   | 1    | +14   | 395       | 272       | +123      | 10     |
| 2       | Verenigde Staten | 5           | 4           | 1           | 13   | 4    | +9    | 392       | 306       | +86       | 9      |
| 3       | Kroatië          | 5           | 3           | 2           | 9    | 9    | 0     | 411       | 389       | +22       | 8      |
| 4       | China            | 5           | 2           | 3           | 8    | 9    | 0     | 371       | 365       | +6        | 7      |
| 5       | Australië        | 5           | 1           | 4           | 4    | 13   | -9    | 303       | 408       | -105      | 6      |
| 6       | Kenia            | 5           | 0           | 5           | 2    | 15   | -13   | 280       | 412       | -132      | 5      |

| Ronde        | Datum  | Plaats           | Land | Score     | Land |
| ------------ | ------ | ---------------- | ---- | --------- | ---- |
| Groepsfase   |        |                  |      |           |      |
| 16 september | Sydney | Kroatië          | 3-1  | Australië |      |
| 18 september | Sydney | Australië        | 0-3  | Brazilië  |      |
| 20 september | Sydney | Kenia            | 1-3  | Australië |      |
| 22 september | Sydney | Verenigde Staten | 3-0  | Australië |      |
| 24 september | Sydney | China            | 3-0  | Australië |      |

#### Beach
| Olympiër                             | Discipline | Resultaat | Prestatie |
| Mannen                               | Mannen     | Mannen    | Mannen |
| ------------------------------------ | ---------- | --------- | --- |
| Julien Prosser Lee Zahner            | beach (m)  | 9e        | 1e voorronde: V van MEX Ibarra/Villalobos: 12-15 2e voorronde: W van NOR Kvalheim/Maaseide: 15-12 3e voorronde: W van USA Wong/Heidger: 15-11 1e ronde: V van SUI Laciga/Laciga: 8-15                           |
| Matt Grinlaubs Josh Slack            | beach (m)  | 17e       | 1e voorronde: V van BRA Loiola/Rego: 3-15 2e voorronde: W van ARG Baracetti/Salema: 15-2 3e voorronde: V van AUT Berger/Stamm: 10-15                                                                            |
| Vrouwen                              |            |           | |
| Natalie Cook Kerri Pottharst         | beach (v)  | Goud      | 1e voorronde: W van MEX Galindo/Gaxiola: 15-11 1e ronde: W van CHN Chi/Xiong: 15-2 kwartfinale: W van ITA Bruschini/Solazzi: 15-11 halve finale: W van BRA Pires/Samuel: 15-6 finale: W van BRA Bede/Behar: 2-0 |
| Tania Gooley Pauline Manser          | beach (v)  | 5e        | 1e voorronde: W van ITA Gattelli/Perrotta: 15-9 1e ronde: W van FRA Prawerman/Rigaux: 15-3 kwartfinale: V van BRA Bede/Behar: 7-15                                                                              |
| Annette Huygens-Tholen Sarah Straton | beach (v)  | 19e       | 1e voorronde: V van USA Davis/Jordan: 13-15 2e voorronde: V van GER Friedrichsen/Müsch: 9-15 |

### Waterpolo

#### Mannen
| Olympiër | Discipline | Resultaat | Prestatie |
| --- | ---------- | --------- | --- |
| Sean Boyd Eddie Denis Andriy Kovalenko Daniel Marsden Craig Miller Tim Neesham Mark Oberman Rod Owen-Jones Rafael Sterk Nathan Thomas Grant Waterman Thomas Whalan Gavin Woods | mannen     | 8e        | groepsfase: 4e V van Rusland: 4-6 G tegen Kazachstan: 11-11 W van Slowakije: 11-6 V van Italië: 5-6 G tegen Spanje: 7-7 kwartfinale: V van Joegoslavië: 3-7 5-8e plek: V van Italië: 4-8 7-8e plek: V van Kroatië: 8-10 |

| Groep B |            |             |             |             |             |        |        |        |        |
| #       | Land       | Wedstrijden | Wedstrijden | Wedstrijden | Wedstrijden | Punten | Punten | Punten | Punten |
| #       | Land       | G           | W           | G           | V           | V      | T      | Saldo  | Punten |
| 1       | Rusland    | 5           | 4           | 1           | 0           | 51     | 28     | +23    | 9      |
| 2       | Italië     | 5           | 4           | 1           | 0           | 42     | 32     | +9     | 9      |
| 3       | Spanje     | 5           | 2           | 1           | 2           | 32     | 34     | -2     | 5      |
| 4       | Australië  | 5           | 1           | 2           | 2           | 38     | 36     | +2     | 4      |
| 5       | Kazachstan | 5           | 1           | 1           | 3           | 41     | 46     | -5     | 3      |
| 6       | Slowakije  | 5           | 0           | 0           | 5           | 30     | 59     | -29    | 0      |

| Ronde        | Datum  | Plaats    | Land  | Score      | Land |
| ------------ | ------ | --------- | ----- | ---------- | ---- |
| Groepsfase   |        |           |       |            |      |
| 23 september | Sydney | Australië | 4-6   | Rusland    |      |
| 24 september | Sydney | Australië | 11-11 | Kazachstan |      |
| 25 september | Sydney | Slowakije | 6-11  | Australië  |      |
| 26 september | Sydney | Australië | 5-6   | Italië     |      |
| 27 september | Sydney | Australië | 7-7   | Spanje     |      |
| Kwartfinale  |        |           |       |            |      |
| 29 september | Sydney | Australië | 3-7   | Spanje     |      |
| 5-8e plek    |        |           |       |            |      |
| 30 september | Sydney | Slowakije | 8-4   | Australië  |      |
| 7-8e plek    |        |           |       |            |      |
| 1 oktober    | Sydney | Kroatië   | 10-8  | Australië  |      |

#### Vrouwen
| Olympiër | Discipline | Resultaat | Prestatie |
| --- | ---------- | --------- | --- |
| Naomi Castle Joanne Fox Bridgette Gusterson Simone Hankin Yvette Higgins Kate Hooper Bronwyn Mayer Gail Miller Melissa Mills Debbie Watson Liz Weekes Danielle Woodhouse Taryn Woods | vrouwen    | 8e        | groepsfase: 1e W van Kazachstan: 9-2 W van Rusland: 6-3 V van Nederland: 4-5 W van Verenigde Staten: 7-6 W van Canada: 9-4 halve finale: W van Rusland: 7-6 finale: W van Verenigde Staten: 4-3 |

| Groep A |                  |             |             |             |             |        |        |        |        |
| #       | Land             | Wedstrijden | Wedstrijden | Wedstrijden | Wedstrijden | Punten | Punten | Punten | Punten |
| #       | Land             | G           | W           | G           | V           | V      | T      | Saldo  | Punten |
| 1       | Australië        | 5           | 4           | 0           | 1           | 35     | 20     | +15    | 8      |
| 2       | Verenigde Staten | 5           | 3           | 1           | 1           | 36     | 30     | +6     | 7      |
| 3       | Nederland        | 5           | 3           | 0           | 2           | 27     | 26     | +1     | 6      |
| 4       | Rusland          | 5           | 2           | 1           | 2           | 36     | 29     | +7     | 5      |
| 5       | Canada           | 5           | 1           | 2           | 2           | 33     | 34     | -1     | 4      |
| 6       | Kazachstan       | 5           | 0           | 0           | 5           | 23     | 51     | -28    | 0      |

| Ronde        | Datum  | Plaats           | Land | Score            | Land |
| ------------ | ------ | ---------------- | ---- | ---------------- | ---- |
| Groepsfase   |        |                  |      |                  |      |
| 16 september | Sydney | Kazachstan       | 2-9  | Australië        |      |
| 17 september | Sydney | Australië        | 6-3  | Rusland          |      |
| 18 september | Sydney | Nederland        | 4-5  | Australië        |      |
| 19 september | Sydney | Verenigde Staten | 6-7  | Australië        |      |
| 20 september | Sydney | Canada           | 4-9  | Australië        |      |
| Halve finale |        |                  |      |                  |      |
| 22 september | Sydney | Australië        | 7-6  | Rusland          |      |
| Finale       |        |                  |      |                  |      |
| 23 september | Sydney | Australië        | 4-3  | Verenigde Staten |      |

### Wielersport
| Olympiër                                                 | Discipline                    | Resultaat | Prestatie |
| Baan                                                     | Baan                          | Baan      | Baan |
| -------------------------------------------------------- | ----------------------------- | --------- | --- |
| Gary Neiwand                                             | keirin (m)                    | Zilver    | serie 1: 2e 2e ronde: 2e finale: 2e |
| Sean Eadie                                               | sprint (m)                    | 7e        | kwalificatie: 8e in 10,520 1e ronde: V van GER van Eijden 1e ronde herkansing: W van GRE Angelidis: 11,805 2e ronde: V van USA Nothstein 2e ronde herkansing: 1e in 11,414 kwartfinale 2: V van FRA Gane: 0-2 5-8e plek: 3e |
| Darryn Hill                                              | sprint (m)                    | 12e       | kwalificatie: 9e in 10,526 1e ronde: W van SVK Lepka: 10,938 2e ronde: V van GER Fiedler 2e ronde herkansing: 3e 9-12e plek: 4e                                                                                             |
| Brett Aitken Graeme Brown Brett Lancaster Michael Rogers | ploegenachtervolging (m)      | 5e        | kwalificatie: 5e in 4.06,361 kwartfinale 1: V van Duitsland: 4.03,209 |
| Sean Eadie Darryn Hill Gary Neiwand                      | teamsprint (m)                | Brons     | kwalificatie: 3e in 44,719 kwartfinale 2: W van Letland: 44,745 bronzen finale: W van Griekenland: 45,161 |
| Brad McGee                                               | individuele achtervolging (m) | Brons     | kwalificatie: 4e in 4.21,903 halve finale: V van GER Bartko: 4:22.644 bronzen finale: W van GBR Hayles: 4.19,50 |
| Luke Roberts                                             | individuele achtervolging (m) | 9e        | kwalificatie: 9e in 4.31,162 |
| Shane Kelly                                              | tijdrit (m)                   | Brons     | 1.02,818 |
| Stuart O'Grady                                           | puntenkoers (m)               | 10e       | 26 punten |
| Brett Aitken Scott McGrory                               | ploegkoers (m)                | Goud      | 26 punten |
|                                                          |                               |           | |
| Michelle Ferris                                          | sprint (v)                    | 4e        | kwalificatie: 4e in 11,512 1e ronde: V van CHN Wang: 12,078 kwartfinale 4: W van VEN Larreal: 2-0 halve finale 1: V van FRA Ballanger: 0-2 bronzen finale: V van UKR Yanovych: 0-2                                          |
| Alayna Burns                                             | individuele achtervolging (v) | 7e        | kwalificatie: 7e in 3.38,223 |
| Michelle Ferris                                          | tijdrit (v)                   | Zilver    | 34,692 |
| Lyndelle Higginson                                       | tijdrit (v)                   | 14e       | 35,859 |
| Alayna Burns                                             | puntenkoers (v)               | 8e        | 7 punten |
| Mountainbike                                             |                               |           | |
| Cadel Evans                                              | mannen                        | 7e        | 2:13.32 |
| Paul Rowney                                              | mannen                        | 10e       | 2:14.21 |
| Rob Woods                                                | mannen                        | 13e       | 2:14.41 |
|                                                          |                               |           | |
| Anna Baylis                                              | vrouwen                       | 21e       | 2:00.53 |
| Mary Grigson                                             | vrouwen                       | 6e        | 1:53.22 |
| Weg                                                      |                               |           | |
| Nathan O'Neill                                           | tijdrit (m)                   | 19e       | 1:00.32 |
| Robbie McEwen                                            | wegwedstrijd (m)              | 19e       | 5:30.46 |
| Scott McGrory                                            | wegwedstrijd (m)              | DNF       | niet gefinisht |
| Stuart O'Grady                                           | wegwedstrijd (m)              | 77e       | 5:36.14 |
| Henk Vogels                                              | wegwedstrijd (m)              | 30e       | 5:30.46 |
| Matthew White                                            | wegwedstrijd (m)              | DNF       | niet gefinisht |
|                                                          |                               |           | |
| Tracey Gaudry                                            | tijdrit (v)                   | 21e       | 45.11 |
| Anna Willson                                             | tijdrit (v)                   | 4e        | 42.58 |
| Juanita Feldhahn                                         | wegwedstrijd (v)              | 28e       | 3:06.37 |
| Tracey Gaudry                                            | wegwedstrijd (v)              | 23e       | 3:06.31 |
| Anna Willson                                             | wegwedstrijd (v)              | 4e        | 3:06.31 |

### Worstelen
| Olympiër            | Discipline  | Resultaat   | Prestatie                                                                                |
| Vrije stijl         | Vrije stijl | Vrije stijl | Vrije stijl                                                                              |
| ------------------- | ----------- | ----------- | ---------------------------------------------------------------------------------------- |
| Cory O'Brien        | -58kg (m)   | 17e         | groep 2: 3e V van MGL Pürevbaatar: 0-9 V van BLR Guzov: 4-14                             |
| Musa Ilhan          | -63kg (m)   | 18e         | groep 6: 4e V van KOR Jae-Sung: 0-10 V van AZE Afandiyev: 0-10 V van SVK Fernyák         |
| Cameron Johnston    | -69kg (m)   | 13e         | groep 6: 3e V van BLR Demchenko: 0-10 W van KAZ Veliyev V van KGZ Askarov: 0-10          |
| Rein Ozoline        | -76kg (m)   | 17e         | groep 5: 4e V van POL Jurecki: 0-10 V van KOR Eui-jae: 0-11 V van UKR Muzayev: 3-16      |
| Igor Praporshchikov | -85kg (m)   | 19e         | groep 3: 3e V van RUS Saitiev: 0-11 V van BLR Musaev: 0-13                               |
| Gabriel Szerda      | -97kg (m)   | 12e         | groep 6: 3e V van BLR Shemarov: 0-7 V van POL Garmulewicz: 0-3 W van CAN Schmeichel: 4-2 |
| Grieks-Romeins      |             |             |                                                                                          |
| Brett Cash          | -58kg (m)   | 17e         | groep 5: 4e V van TKM Gukulov: 0-10 V van BUL Nazarjan: 2-13 V van JPN Sasamoto: 0-25    |
| Ali Abdo            | -69kg (m)   | 19e         | groep 2: 3e V van ROU Memet: 0-11 V van CUB Azcuy: 0-11                                  |
| Arek Olczak         | -85kg (m)   | 18e         | groep 5: 4e V van VEN Bartolozzi: 0-3 V van HUN Bárdosi: 0-12 V van SWE Lidberg          |
| Ben Vincent         | -97kg (m)   | 20e         | groep 5: 4e V van SUI Bürgler: 0-11 V van GRE Thanos: 0-11 V van KOR Woo: 0-11           |
| Laszlo Kovacs       | -130kg (m)  | 18e         | groep 3: 3e V van VEN Barreno: 0-4 V van UKR Saldadze: 0-6                               |

### Zeilen
| Olympiër                                  | Discipline  | Resultaat | Prestatie                                          |
| ----------------------------------------- | ----------- | --------- | -------------------------------------------------- |
| Lars Kleppich                             | mistral (m) | 4e        | 61 punten: (4-OCS-18-3-8-1-18-8-5-9-5)             |
| Anthony Nossiter                          | finn (m)    | 13e       | 94 punten: (12-14-13-20-6-10-14-19-8-2-15)         |
| Tom King Mark Turnbull                    | 470 (m)     | Goud      | 38 punten: (5-1-2-14-7-10-8-1-2-11-2)              |
|                                           |             |           |                                                    |
| Jessica Crisp                             | mistral (v) | 5e        | 59 punten: (13-15-4-4-9-8-4-16-3-4-10)             |
| Melanie Dennison                          | europe (v)  | 15e       | 102 punten: (18-17-7-OCS-19-10-19-8-3-4-16)        |
| Jenny Armstrong Belinda Stowell           | 470 (v)     | Goud      | 33 punten: (1-11-18-5-8-7-1-6-3-1-1)               |
|                                           |             |           |                                                    |
| Chris Nicholson Daniel Phillips           | 49er        | 6e        | 86 punten: (11-11-1-14-1-1-12-3-1-6-17-10-8-5-9-7) |
| Darren Bundock John Forbes                | tornado     | Zilver    | 25 punten: (1-3-4-4-4-7-2-4-5-2-1)                 |
| Colin Beashel David Giles                 | star        | 7e        | 51 punten: (8-8-6-1-3-2-8-9-DSQ-12-6)              |
| David Edwards Joshua Grace Neville Wittey | soling      | 9e        |                                                    |

### Zwemmen
| Olympiër                                                                                            | Discipline            | Resultaat | Prestatie                                                                            |
| --------------------------------------------------------------------------------------------------- | --------------------- | --------- | ------------------------------------------------------------------------------------ |
| Chris Fydler                                                                                        | 50m vrije slag (m)    | 10e       | serie 10: 5e in 22,80 halve finale 1: 5e in 22,41                                    |
| Brett Hawke                                                                                         | 50m vrije slag (m)    | 13e       | serie 10: 3e in 22,45 (AR) halve finale 2: 7e in 22,49                               |
| Chris Fydler                                                                                        | 100m vrije slag (m)   | 8e        | serie 8: 2e in 49,45 halve finale 2: 5e in 49,55 finale: 8e in 49,44                 |
| Michael Klim                                                                                        | 100m vrije slag (m)   | 4e        | serie 10: 1e in 49,09 halve finale 1: 1e in 48,80 finale: 4e in 48,74                |
| Grant Hackett                                                                                       | 200m vrije slag (m)   | 8e        | serie 6: 3e in 1.49,23 halve finale 2: 4e in 1.48,76 finale: 8e in 1.49,46           |
| Ian Thorpe                                                                                          | 200m vrije slag (m)   | Zilver    | serie 7: 1e in 1.46,56 (OR) halve finale 2: 1e in 1.45,37 (AR) finale: 2e in 1.45,83 |
| Grant Hackett                                                                                       | 400m vrije slag (m)   | 7e        | serie 5: 3e in 3.48,91 finale: 7e in 3.48,22                                         |
| Ian Thorpe                                                                                          | 400m vrije slag (m)   | Goud      | serie 6: 1e in 3.44,56 (OR) finale: 1e in 3.40,59 (WR)                               |
| Grant Hackett                                                                                       | 1500m vrije slag (m)  | Goud      | serie 6: 1e in 15.07,50 finale: 1e in 14.48,33                                       |
| Kieren Perkins                                                                                      | 1500m vrije slag (m)  | Zilver    | serie 4: 1e in 14.58,34 finale: 2e in 14.53,59                                       |
| Josh Watson                                                                                         | 100m rugslag (m)      | 4e        | serie 7: 2e in 55,09 halve finale 1: 2e in 54,93 finale: 4e in 55,01                 |
| Matt Welsh                                                                                          | 100m rugslag (m)      | Zilver    | serie 6: 1e in 54,70 (AR) halve finale 1: 1e in 54,52 (AR) finale: 2e in 54,07 (AR)  |
| Cameron Delaney                                                                                     | 200m rugslag (m)      | 11e       | serie 6: 2e in 1.59,61 halve finale 2: 5e in 2.00,39                                 |
| Matt Welsh                                                                                          | 200m rugslag (m)      | Brons     | serie 6: 3e in 1.59,76 halve finale 1: 2e in 1.58,57 finale: 3e in 1.57,59 (AR)      |
| Phil Rogers                                                                                         | 100m schoolslag (m)   | 17e       | serie 6: 1e in 1.02,77                                                               |
| Regan Harrison                                                                                      | 200m schoolslag (m)   | 4e        | serie 7: 4e in 2.14,85 halve finale 2: 3e in 2.13,75 finale: 4e in 2.12,88 (AR)      |
| Ryan Mitchell                                                                                       | 200m schoolslag (m)   | 8e        | serie 5: 1e in 2.14,69 halve finale 2: 4e in 2.13,87 finale: 8e in 2.14,00           |
| Geoff Huegill                                                                                       | 100m vlinderslag (m)  | Brons     | serie 8: 1e in 52,79 halve finale 1: 1e in 51,96 (OR) finale: 3e in 52,44            |
| Michael Klim                                                                                        | 100m vlinderslag (m)  | Zilver    | serie 7: 1e in 52,72 halve finale 2: 1e in 52,63 finale: 2e in 52,18                 |
| Justin Norris                                                                                       | 200m vlinderslag (m)  | Brons     | serie 6: 2e in 1.57,60 halve finale 1: 2e in 1.57,10 finale: 3e in 1.56,17 (AR)      |
| Heath Ramsay                                                                                        | 200m vlinderslag (m)  | 11e       | serie 4: 3e in 1.58,82 halve finale 2: 6e in 1.57,90                                 |
| Matthew Dunn                                                                                        | 200m wisselslag (m)   | 9e        | serie 6: 2e in 2.02,44 halve finale 1: 5e in 2.01,95                                 |
| Robert van der Zant                                                                                 | 200m wisselslag (m)   | 14e       | serie 7: 3e in 2.02,77 halve finale 2: 7e in 2.02,91                                 |
| Matthew Dunn                                                                                        | 400m wisselslag (m)   | 12e       | serie 4: 4e in 4.20,31                                                               |
| Justin Norris                                                                                       | 400m wisselslag (m)   | 6e        | serie 5: 2e in 4.17,36 finale: 6e in 4.17,87                                         |
| Ashley Callus Chris Fydler Michael Klim Adam Pine Todd Pearson Ian Thorpe                           | 4x100m vrije slag (m) | Goud      | serie 2: 1e in 3.17,37 finale: 1e in 3.13,67 (WR)                                    |
| Grant Hackett Bill Kirby Michael Klim Daniel Kowalski Todd Pearson Ian Thorpe                       | 4x200m vrije slag (m) | Goud      | serie 2: 1e in 7.14,27 finale: 1e in 7.07,05 (WR)                                    |
| Regan Harrison Geoff Huegill Michael Klim Ryan Mitchell Adam Pine Ian Thorpe Josh Watson Matt Welsh | 4x100m wisselslag (m) | Zilver    | serie 1: 1e in 3.39,38 finale: 2e in 3.35,27 (AR)                                    |
| |                       |           |                                                                                      |
| Susie O'Neill                                                                                       | 50m vrije slag (v)    | 12e       | serie 8: 3e in 25,73 halve finale 1: 6e in 25,74                                     |
| Sarah Ryan                                                                                          | 50m vrije slag (v)    | 23e       | serie 8: 8e in 26,05                                                                 |
| Susie O'Neill                                                                                       | 100m vrije slag (v)   | 31e       | serie 7: 7e in 57,78                                                                 |
| Sarah Ryan                                                                                          | 100m vrije slag (v)   | 12e       | serie 6: 5e in 56,05 halve finale 1: 6e in 55,93                                     |
| Susie O'Neill                                                                                       | 200m vrije slag (v)   | Goud      | serie 6: 1e in 1.59,14 halve finale 2: 1e in 1.59,37 finale: 1e in 1.58,24           |
| Giaan Rooney                                                                                        | 200m vrije slag (v)   | 14e       | serie 5: 4e in 2.00,99 halve finale 2: 6e in 2.00,84                                 |
| Sarah-Jane D'Arcy                                                                                   | 400m vrije slag (v)   | 27e       | serie 5: 8e in 4.18,05                                                               |
| Kasey Giteau                                                                                        | 400m vrije slag (v)   | 18e       | serie 4: 6e in 4.15,54                                                               |
| Rachel Harris                                                                                       | 800m vrije slag (v)   | 12e       | serie 4: 5e in 8.36,94                                                               |
| Hayley Lewis                                                                                        | 800m vrije slag (v)   | 13e       | serie 2: 3e in 8.38,75                                                               |
| Dyana Calub                                                                                         | 100m rugslag (v)      | 7e        | serie 4: 4e in 1.02,46 halve finale 1: 4e in 1.01,61 (NR) finale: 7e in 1.01,61      |
| Giaan Rooney                                                                                        | 100m rugslag (v)      | 19e       | serie 5: 6e in 1.03,20                                                               |
| Dyana Calub                                                                                         | 200m rugslag (v)      | 24e       | serie 4: 8e in 2.17,05                                                               |
| Clementine Stoney                                                                                   | 200m rugslag (v)      | 13e       | serie 3: 5e in 2.14,61 halve finale 1: 6e in 2.14,25                                 |
| Leisel Jones                                                                                        | 100m schoolslag (v)   | Zilver    | serie 6: 2e in 1.07,92 halve finale 2: 2e in 1.08,03 finale: 2e in 1.07,49 (AR)      |
| Tarnee White                                                                                        | 100m schoolslag (v)   | 7e        | serie 4: 2e in 1.08,35 halve finale 2: 3e in 1.08,61 finale: 7e in 1.09,09           |
| Rebecca Brown                                                                                       | 200m schoolslag (v)   | 14e       | serie 4: 5e in 2.27,60 halve finale 2: 7e in 2.29,90                                 |
| Caroline Hildreth                                                                                   | 200m schoolslag (v)   | 10e       | serie 4: 7e in 2.28,24 halve finale 1: 5e in 2.28,30                                 |
| Susie O'Neill                                                                                       | 100m vlinderslag (v)  | 7e        | serie 5: 3e in 59,49 halve finale 2: 5e in 59,05 finale: 7e in 59,29                 |
| Petria Thomas                                                                                       | 100m vlinderslag (v)  | 4e        | serie 7: 2e in 58,52 halve finale 2: 2e in 58,11 finale: 4e in 58,49                 |
| Susie O'Neill                                                                                       | 200m vlinderslag (v)  | Zilver    | serie 5: 1e in 2.07,97 halve finale 1: 1e in 2.07,57 finale: 2e in 2.06,58           |
| Petria Thomas                                                                                       | 200m vlinderslag (v)  | Brons     | serie 4: 1e in 2.08,70 halve finale 1: 2e in 2.07,63 finale: 3e in 2.07,12           |
| Elli Overton                                                                                        | 200m wisselslag (v)   | 11e       | serie 5: 5e in 2.16,76 halve finale 1: 6e in 2.15,74                                 |
| Anna Windsor                                                                                        | 200m wisselslag (v)   | 25e       | serie 5: 5e in 2.16,76 halve finale 1: 6e in 2.15,74                                 |
| Rachel Harris                                                                                       | 400m wisselslag (v)   | 12e       | serie 2: 5e in 4.46,02                                                               |
| Jennifer Reilly                                                                                     | 400m wisselslag (v)   | 8e        | serie 4: 3e in 4.41,51 finale: 8e in 4.45,99                                         |
| Melanie Dodd Elka Graham Giaan Rooney Sarah Ryan Susie O'Neill                                      | 4x100m vrije slag (v) | 6e        | serie 2: 4e in 3.43,56 finale: 6e in 3.40,91                                         |
| Elka Graham Susie O'Neill Giaan Rooney Petria Thomas Kirsten Thomson Jacinta van Lint               | 4x200m vrije slag (v) | Zilver    | serie 1: 1e in 8.03,26 finale: 2e in 7.58,72 (AR)                                    |
| Dyana Calub Leisel Jones Susie O'Neill Giaan Rooney Sarah Ryan Petria Thomas Tarnee White           | 4x100m wisselslag (v) | Zilver    | serie 2: 1e in 4.04,75 finale: 2e in 4.01,59 (AR)                                    |

Albanië · Algerije · Amerikaanse Maagdeneilanden · Amerikaans-Samoa · Andorra · Angola · Antigua en Barbuda · Argentinië · Armenië · Aruba · Australië · Azerbeidzjan · Bahama's · Bahrein · Bangladesh · Barbados · België · Belize · Benin · Bermuda · Bhutan · Bolivia · Bosnië en Herzegovina · Botswana · Brazilië · Britse Maagdeneilanden · Brunei · Bulgarije · Burkina Faso · Burundi · Cambodja · Canada · Centraal-Afrikaanse Republiek · Chili · China · Chinees Taipei · Colombia · Comoren · Congo-Brazzaville · Congo-Kinshasa · Cookeilanden · Costa Rica · Cuba · Cyprus · Denemarken · Djibouti · Dominica · Dominicaanse Republiek · Duitsland · Ecuador · Egypte · El Salvador · Equatoriaal-Guinea · Eritrea · Estland · Ethiopië · Fiji · Filipijnen · Finland · Frankrijk · Gabon · Gambia · Georgië · Ghana · Grenada · Griekenland · Groot-Brittannië · Guam · Guatemala · Guinee · Guinee‑Bissau · Guyana · Haïti · Honduras · Hongarije · Hongkong · Ierland · IJsland · India · Indonesië · Irak · Iran · Israël · Italië · Ivoorkust · Jamaica · Japan · Jemen · Joegoslavië · Jordanië · Kaaimaneilanden · Kaapverdië · Kameroen · Kazachstan · Kenia · Kirgizië · Koeweit · Kroatië · Laos · Lesotho · Letland · Libanon · Liberia · Libië · Liechtenstein · Litouwen · Luxemburg · Macedonië · Madagaskar · Malawi · Malediven · Maleisië · Mali · Malta · Marokko · Mauritanië · Mauritius · Mexico · Micronesië · Moldavië · Monaco · Mongolië · Mozambique · Myanmar · Namibië · Nauru · Nederland · Nederlandse Antillen · Nepal · Nicaragua · Nieuw-Zeeland · Niger · Nigeria · Noord-Korea · Noorwegen · Oeganda · Oekraïne · Oezbekistan · Oman · Oostenrijk · Pakistan · Palau · Palestina · Panama · Papoea-Nieuw-Guinea · Paraguay · Peru · Polen · Portugal · Puerto Rico · Qatar · Roemenië · Rusland · Rwanda · Saint Kitts en Nevis · Saint Lucia · Saint Vincent en Grenadines · Salomonseilanden · Samoa · San Marino ·  Sao Tomé en Principe · Saoedi-Arabië · Senegal · Seychellen · Sierra Leone · Singapore · Slovenië · Slowakije · Soedan · Somalië · Spanje · Sri Lanka · Suriname · Swaziland · Syrië · Tadzjikistan · Tanzania · Thailand · Togo · Tonga · Trinidad en Tobago · Tsjaad · Tsjechië · Tunesië · Turkije · Turkmenistan · Uruguay · Vanuatu · Venezuela · Verenigde Arabische Emiraten · Verenigde Staten · Vietnam · Wit-Rusland · Zambia · Zimbabwe · Zuid-Afrika · Zuid-Korea · Zweden · Zwitserland · Individuele olympische atleten